# Liste der Lieder von Prince

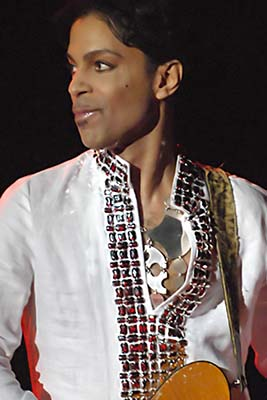
Prince, 2008

Die Liste der Lieder von Prince enthält alle von dem US-amerikanischen Musiker Prince interpretierten Songs, die er von 1978 bis 2015 veröffentlicht hat; seit 2016 werden die von ihm geschriebenen Stücke postum herausgebracht. Die Liste umfasst 724 Songs. (Stand: 1. August 2025)

## Übersicht
Die überwiegende Mehrzahl aller Songs sind auf seinen Studioalben For You (1978) bis Diamonds and Pearls Deluxe (2023) zu finden. Liveaufnahmen sind nur dann in der Liste enthalten, wenn Prince davon keine Studioversion veröffentlicht hat. Außerdem sind die von ihm interpretierten Songs aufgelistet, die er ausschließlich auf B-Seiten, Kompilationen, Livealben, Maxisingles, Soundtracks und als Downloads herausgebracht hat. Diejenigen Songs, die auf keinem Musikalbum vorhanden sind, werden unter der Bezeichnung „Non-Album-Track“ aufgelistet. Alle selbst interpretierten Songs hat Prince auch produziert.
Im Zeitraum von 1993 bis 2000 legte Prince seinen Künstlernamen ab und verwendete ein unaussprechbares Symbol als Pseudonym. Seine in dieser Zeit veröffentlichten Songs werden in der Liste dennoch dem Namen „Prince“ zugeordnet.
Alle Songs auf den drei Alben Purple Rain, Around the World in a Day und Parade werden von Prince und The Revolution interpretiert, ihre Autorschaft ist in der Liste ausschließlich Prince zugeordnet. Das Gleiche gilt für die Autorschaft aller Songs der beiden Alben Diamonds and Pearls und Love Symbol, die von Prince und The New Power Generation interpretiert werden. Die Autorschaft der vier Songs The Daisy Chain und Gamillah sowie Peace und 2045: Radical Man wurde im Jahr 2001 ursprünglich The New Power Generation zugeschrieben, die sie damals als Doppel-A-Seite veröffentlichte. Als Prince diese Songs im Jahr 2004 auf seinen Download-Alben The Chocolate Invasion beziehungsweise The Slaughterhouse veröffentlichte, wurde die Autorschaft ihm selbst zugeordnet.
Nicht in der Liste zu finden sind Songs wie beispielsweise A Love Bizarre (1985) und Yo Mister (1989), die Prince zwar geschrieben, komponiert und produziert hat, von denen er aber keine eigene Interpretation veröffentlichte. Das Gleiche gilt für alle Songs, die er für andere Künstler wie beispielsweise Andy Allo, Apollonia 6, Chaka Khan, George Clinton, Jill Jones, Larry Graham, Madonna, Martika, Mavis Staples, Miles Davis, Patti LaBelle, Rosie Gaines, Sheena Easton, Sheila E., Stevie Nicks, The Bangles und The Time geschrieben hat.
Ferner sind keine Remix-Versionen von Songs aufgelistet, die bereits als Studioversion von Prince vorliegen. Seit 2016 veröffentlicht The Prince Estate („Der Prince-Nachlass“) auch Songs, die Prince bereits zu Lebzeiten herausgebracht hatte, allerdings in teilweise deutlich anderen Versionen. Deswegen sind einige Songs mit identischen Titelnamen aufgelistet.

## Liste der Lieder
In den Spalten der Tabelle sind neben dem Titel des Musikstücks, den Namen der Autoren und dem Titel des Albums, auf dem Prince erstmals eine Interpretation des Songs veröffentlichte, die Zeitdauer des Songs in Minuten und Sekunden auf dem genannten Album, das Jahr der Erstveröffentlichung (Jahr) und Anmerkungen zum Song angegeben.
Der Autor oder die Autoren des jeweiligen Songs haben sowohl die Musik (M) komponiert als auch den Liedtext (T) geschrieben, sofern nicht anders angegeben. Wenn bei Songs wie beispielsweise 7, Honky Tonk Women und Whole Lotta Love mehrere Autoren angegeben sind, ist nicht genauer überliefert, wer für die Musik und wer für den Liedtext verantwortlich ist.
Die Tabelle ist per Voreinstellung alphabetisch nach dem Titel des Musikstücks sortiert. Darüber hinaus kann sie nach den anderen Spalten durch Anklicken der kleinen Pfeile im Tabellenkopf auf- oder absteigend sortiert werden.
| Titel                                                                | Autor(en)                                               | Album                                               | Dauer | Jahr | Anmerkungen |
| -------------------------------------------------------------------- | ------------------------------------------------------- | --------------------------------------------------- | ----- | ---- | --- |
| 1+1+1 Is 3                                                           | Prince                                                  | The Rainbow Children                                | 5:17  | 2001 | Song besitzt Elemente von Erotic City (1984)                                                                            |
| 2 Nigs United 4 West Compton                                         | Prince                                                  | Black Album                                         | 7:01  | 1994 | Songtitel-Idee stammt von Sheila E.                                                                                     |
| 2 the Wire (Creamy Instrumental)                                     | Prince                                                  | Cream-Maxi-Single                                   | 3:14  | 1991 | Enthält Samples von Chocolate Buttermilk (1969) von Kool & the Gang                                                     |
| 2 Whom It May Concern                                                | Prince                                                  | non-Album-Track                                     | 4:01  | 1992 | B-Seite der Single My Name Is Prince Enthält Samples von Songs von Love Symbol                                          |
| 2 Y. 2 D.                                                            | Prince                                                  | HITnRUN Phase Two                                   | 3:49  | 2015 | Abkürzung steht für „To Young, To Dare“                                                                                 |
| 2morrow                                                              | Prince                                                  | Crystal Ball                                        | 4:13  | 1998 | Ursprünglich für Emancipation geplant                                                                                   |
| 3 Chains o’ Gold                                                     | Prince                                                  | Love Symbol                                         | 6:03  | 1992 | Song erinnert an Bohemian Rhapsody (1975)                                                                               |
| 3rd Eye                                                              | Prince                                                  | The Truth                                           | 4:53  | 1998 | Liedtext handelt von Adam und Eva im Garten Eden                                                                        |
| 4 the Tears in Your Eyes                                             | Prince                                                  | The Hits/The B-Sides                                | 3:23  | 1985 | 1985 auch auf We Are the World                                                                                          |
| 4ever                                                                | Prince                                                  | Lotusflow3r                                         | 3:47  | 2009 | Nicht auf der Kompilation 4Ever platziert                                                                               |
| 5 Women                                                              | Prince                                                  | The Vault … Old Friends 4 Sale                      | 5:13  | 1999 | Joe Cocker nahm 1991 eine eigene Version auf                                                                            |
| 7                                                                    | Prince, Jimmy McCracklin, Lowell Fulson                 | Love Symbol                                         | 5:13  | 1992 | Single #58 |
| 7 (E Flat Version)                                                   | Prince                                                  | non-Album-Track                                     | 5:02  | 2023 | Single #106 (postum), Version ähnelt 2 Whom It May Concern (1992)                                                       |
| 17 Days                                                              | Prince, Lisa Coleman, Wendy Melvoin, Dr. Fink           | The Hits/The B-Sides                                | 3:55  | 1984 | B-Seite der Single When Doves Cry                                                                                       |
| 17 Days (Piano Version)                                              | Prince                                                  | Piano & A Microphone 1983                           | 6:22  | 2018 | Single #96 (postum), Version von Oktober 1983                                                                           |
| 18 & Over                                                            | Prince                                                  | Crystal Ball                                        | 5:40  | 1998 | Ursprünglich für unveröffentlichtes Album Playtime by Versace (1995)                                                    |
| 77 Beverly Park                                                      | Prince                                                  | Lotusflow3r                                         | 3:04  | 2009 | Instrumentalstück |
| 100 MPH                                                              | Prince                                                  | Originals                                           | 3:30  | 2019 | Prince gab den Song 1986 an die Band Mazarati                                                                           |
| 200 Balloons                                                         | Prince                                                  | The Hits/The B-Sides                                | 5:05  | 1989 | B-Seite der Single Batdance                                                                                             |
| 319                                                                  | Prince                                                  | The Gold Experience                                 | 3:05  | 1995 | Liedtext inspiriert von Elizabeth Berkley                                                                               |
| 1000 Light Years from Here                                           | Prince                                                  | Welcome 2 America                                   | 5:46  | 2021 | Song besitzt Elemente von Black Muse (2015)                                                                             |
| 1000 X’s & O’s                                                       | Prince                                                  | HITnRUN Phase One                                   | 4:27  | 2015 | Ursprünglich für Rosie Gaines vorgesehen                                                                                |
| 1010 (Rin Tin Tin)                                                   | Prince                                                  | Welcome 2 America                                   | 4:42  | 2021 | Prince schrieb den Song 2010                                                                                            |
| 1999                                                                 | Prince                                                  | 1999                                                | 6:18  | 1982 | Single #17 |
| 2045: Radical Man                                                    | Prince                                                  | The Slaughterhouse                                  | 6:34  | 2004 | 2000 bereits auf Bamboozled-Soundtrack erschienen                                                                       |
| 3121                                                                 | Prince                                                  | 3121                                                | 4:31  | 2006 | Gastmusiker: Candy Dulfer und Maceo Parker                                                                              |
| A Case of U                                                          | Joni Mitchell                                           | One Nite Alone …                                    | 3:39  | 2002 | Originalversion auf Blue (1971) von Joni Mitchell                                                                       |
| A Case of U (Piano Version)                                          | Joni Mitchell                                           | Piano & A Microphone 1983                           | 1:40  | 2018 | Version stammt vom Oktober 1983                                                                                         |
| A Million Days                                                       | Prince                                                  | Musicology                                          | 3:50  | 2004 | Musikvideo wurde produziert, obwohl keine Singleauskopplung                                                             |
| A Place in Heaven (Lisa Vocal)                                       | Prince                                                  | Sign o’ the Times Super Deluxe                      | 2:45  | 2020 | Hauptgesang von Lisa Coleman                                                                                            |
| A Place in Heaven (Prince Vocal)                                     | Prince                                                  | Sign o’ the Times Super Deluxe                      | 2:57  | 2020 | Prince schrieb den Song 1986                                                                                            |
| Acknowledge Me                                                       | Prince                                                  | Crystal Ball                                        | 5:27  | 1998 | Ursprünglich für The Gold Experience geplant                                                                            |
| Act of God                                                           | Prince                                                  | 20Ten                                               | 3:13  | 2010 | Liedtext handelt von Weltwirtschaftskrise ab 2007                                                                       |
| Adonis & Bathsheba                                                   | Prince                                                  | Sign o’ the Times Super Deluxe                      | 5:27  | 2020 | Prince schrieb den Song 1986                                                                                            |
| Adore                                                                | Prince                                                  | Sign "☮" the Times                                  | 6:31  | 1987 | Liedtext inspiriert von Luther Vandross und Patti LaBelle                                                               |
| Affirmation I & II                                                   | Prince                                                  | Art Official Age                                    | 0:40  | 2014 | Gastsängerin: Lianne La Havas                                                                                           |
| Affirmation III                                                      | Prince                                                  | Art Official Age                                    | 3:27  | 2014 | Gastsängerin: Lianne La Havas                                                                                           |
| Ain’t About 2 Stop                                                   | Prince                                                  | HITnRUN Phase One                                   | 3:38  | 2015 | Gastsängerin: Rita Ora                                                                                                  |
| Ain’t Gonna Miss U When Ur Gone                                      | Prince                                                  | non-Album-Track                                     | 6:00  | 2013 | Download von 3rdEyeGirl.com, Featuring Ledisi                                                                           |
| Aintturninround                                                      | Prince & 3rdEyeGirl                                     | Plectrumelectrum                                    | 3:01  | 2014 | Hauptgesang von Hannah Ford                                                                                             |
| Alexa de Paris (Extended Version)                                    | Prince                                                  | non-Album-Track                                     | 4:54  | 1986 | B-Seite von Mountains (Extended Version)                                                                                |
| Alice Through the Looking Glass                                      | Prince                                                  | Diamonds and Pearls Deluxe                          | 4:18  | 2023 | Single #108 (postum), Prince schrieb den Song 1991                                                                      |
| All a Share Together Now                                             | Prince                                                  | non-Album-Track                                     | 3:46  | 2023 | Single #107 (postum), Prince schrieb den Song 2006                                                                      |
| All My Dreams                                                        | Prince                                                  | Sign o’ the Times Super Deluxe                      | 7:23  | 2020 | Prince schrieb den Song 1986                                                                                            |
| All the Critics Love U in New York                                   | Prince                                                  | 1999                                                | 5:58  | 1982 | B-Seite der Single Little Red Corvette                                                                                  |
| All the Midnights in the World                                       | Prince                                                  | Planet Earth                                        | 2:21  | 2007 | Gastmusikerin: Wendy Melvoin                                                                                            |
| Alphabet St.                                                         | Prince                                                  | Lovesexy                                            | 5:39  | 1988 | Single #39 |
| America                                                              | Prince                                                  | Around the World in a Day                           | 3:42  | 1985 | Single #30 |
| An Honest Man                                                        | Prince                                                  | Crystal Ball                                        | 1:13  | 1998 | Liedtext inspiriert von Kristin Scott Thomas                                                                            |
| And God Created Woman                                                | Prince                                                  | Love Symbol                                         | 3:18  | 1992 | Liedtext handelt von Adam und Eva im Garten Eden                                                                        |
| And That Says What?                                                  | Prince                                                  | Sign o’ the Times Super Deluxe                      | 1:50  | 2020 | Prince schrieb den Song 1986                                                                                            |
| Animal Kingdom                                                       | Prince, Rhonda Smith                                    | The Truth                                           | 4:01  | 1998 | Liedtext handelt von Freude an Veganismus                                                                               |
| Anna Stesia                                                          | Prince                                                  | Lovesexy                                            | 4:58  | 1988 | Liedtext handelt von Einsamkeit                                                                                         |
| Annie Christian                                                      | Prince                                                  | Controversy                                         | 4:23  | 1981 | Liedtext mit Bezug auf Ermordung von John Lennon                                                                        |
| Another Lonely Christmas (Extended Version)                          | Prince                                                  | Purple Rain Deluxe                                  | 6:47  | 1984 | B-Seite von I Would Die 4 U (Extended Version)                                                                          |
| Anotherlove                                                          | Alice Smith, Rebecca Jordan, Reginald „Syience“ Perry   | Plectrumelectrum                                    | 4:15  | 2014 | Originalversion auf She (2013) von Alice Smith                                                                          |
| Anotherloverholenyohead                                              | Prince                                                  | Parade                                              | 3:59  | 1986 | Single #33 |
| Arboretum                                                            | Prince                                                  | One Nite Alone …                                    | 3:25  | 2002 | Instrumentalstück |
| The Arms of Orion                                                    | Prince (M), Sheena Easton (T)                           | Batman                                              | 5:02  | 1989 | Single #44, Duett mit Sheena Easton                                                                                     |
| Around the World in a Day                                            | Prince (M und T), John L. Nelson (M), David Coleman (M) | Around the World in a Day                           | 3:27  | 1985 | Gastmusiker: Jonathan Melvoin                                                                                           |
| Arrogance                                                            | Prince                                                  | Love Symbol                                         | 1:35  | 1992 | Liedtext zum Teil autobiografisch                                                                                       |
| Art Official Cage                                                    | Prince                                                  | Art Official Age                                    | 3:41  | 2014 | Song heißt Art Official Cage, Album Art Official Age                                                                    |
| Automatic                                                            | Prince                                                  | 1999                                                | 9:28  | 1982 | Single #21 |
| Avalanche                                                            | Prince                                                  | One Nite Alone …                                    | 4:24  | 2002 | Liedtext mit Bezug auf Abraham Lincoln und John Hammond                                                                 |
| Baby                                                                 | Prince                                                  | For You                                             | 3:09  | 1978 | Liedtext handelt von ungewollter Schwangerschaft                                                                        |
| Baby I’m a Star                                                      | Prince                                                  | Purple Rain                                         | 4:23  | 1984 | Liedtext beinhaltet Rückwärtsbotschaft                                                                                  |
| Baby Knows                                                           | Prince                                                  | Rave Un2 the Joy Fantastic                          | 3:18  | 1999 | Gastmusikerin: Sheryl Crow                                                                                              |
| Baby Love                                                            | Jerry Seay                                              | Indigo Nights                                       | 3:53  | 2008 | Liveversion mit Shelby J., Originalversion auf Another Mother Further (1977) von Mother’s Finest                        |
| ...Back 2 the Lotus                                                  | Prince                                                  | Lotusflow3r                                         | 5:34  | 2009 | Instrumentalstück |
| Baby, You’re a Trip                                                  | Prince                                                  | Originals                                           | 5:51  | 2019 | Prince gab den Song 1987 an Jill Jones                                                                                  |
| The Ball                                                             | Prince                                                  | Sign o’ the Times Super Deluxe                      | 4:34  | 2020 | 1988 überarbeitet als Eye No auf Lovesexy                                                                               |
| The Ballad of Dorothy Parker                                         | Prince                                                  | Sign "☮" the Times                                  | 4:01  | 1987 | Liedtext inspiriert von Susannah Melvoin                                                                                |
| The Ballad of Dorothy Parker (with Horns)                            | Prince                                                  | Sign o’ the Times Super Deluxe                      | 4:56  | 2020 | Version mit Blechblasinstrumenten                                                                                       |
| Baltimore                                                            | Prince                                                  | HITnRUN Phase Two                                   | 4:33  | 2015 | Single #91, Download-Single #9 Liedtext handelt von Freddie Gray (* 1989; † 2015)                                       |
| Bambi                                                                | Prince                                                  | Prince                                              | 4:22  | 1979 | Single #08 |
| Batdance                                                             | Prince                                                  | Batman                                              | 6:13  | 1989 | Single #42 |
| Beautiful, Loved and Blessed                                         | Prince, Támar Davis                                     | 3121                                                | 5:43  | 2006 | Gastsängerin: Támar Davis                                                                                               |
| The Beautiful Ones                                                   | Prince                                                  | Purple Rain                                         | 5:14  | 1984 | Liedtext inspiriert von Susannah Melvoin                                                                                |
| Beautiful Strange                                                    | Prince                                                  | Rave In2 the Joy Fantastic                          | 4:55  | 2001 | Liedtext zuweilen spirituell angehaucht                                                                                 |
| Beggin’ Woman Blues                                                  | Prince, Ben Raleigh, Cousin Joe, Hilda Taylor           | Indigo Nights                                       | 6:42  | 2008 | Liveversion, Originalversion 1947 als Vinyl-Single erschien                                                             |
| Beginning Endlessly                                                  | Prince                                                  | 20Ten                                               | 5:27  | 2010 | Prince spielte alle Instrumente selbst ein                                                                              |
| Betcha by Golly Wow!                                                 | Thom Bell, Linda Creed                                  | Emancipation                                        | 3:30  | 1996 | Single #70, Originalversion von The Stylistics (1971)                                                                   |
| Better with Time                                                     | Prince                                                  | MPLSound                                            | 4:53  | 2009 | Liedtext inspiriert von Kristin Scott Thomas                                                                            |
| Big City                                                             | Prince                                                  | HITnRUN Phase Two                                   | 6:25  | 2015 | Gastsängerin: Ledisi |
| Big Tall Wall (Version 1)                                            | Prince                                                  | Sign o’ the Times Super Deluxe                      | 5:58  | 2020 | Liedtext handelt von Susannah Melvoin                                                                                   |
| Big Tall Wall (Version 2)                                            | Prince                                                  | Sign o’ the Times Super Deluxe                      | 5:46  | 2020 | Liedtext weniger persönlich als Version 1                                                                               |
| Billy Jack Bitch                                                     | Prince (M und T), Michael B. Nelson (M)                 | The Gold Experience                                 | 5:31  | 1995 | Liedtext handelt von Musikjournalistin Cheryl Johnson                                                                   |
| Black Muse                                                           | Prince                                                  | HITnRUN Phase Two                                   | 7:21  | 2015 | Song besitzt Elemente von 1000 Light Years from Here (2015)                                                             |
| Black Sweat                                                          | Prince                                                  | 3121                                                | 3:11  | 2006 | Single #78 |
| Blanche                                                              | Prince                                                  | Sign o’ the Times Super Deluxe                      | 5:36  | 2020 | Prince schrieb den Song 1986                                                                                            |
| Blood on the Sheets                                                  | Prince                                                  | Diamonds and Pearls Deluxe                          | 5:46  | 2023 | Instrumentalstück, Prince schrieb den Song 1991                                                                         |
| Blue Light                                                           | Prince                                                  | Love Symbol                                         | 4:38  | 1992 | Song besitzt Elemente aus dem Genre Reggae                                                                              |
| Blues in C (If I Had a Harem)                                        | Prince                                                  | non-Album-Track                                     | 4:50  | 1989 | Liveversion von VHS und Laserdisc Lovesexy Live 2                                                                       |
| Bob George                                                           | Prince                                                  | Black Album                                         | 5:36  | 1994 | Liedtext mit Bezug auf Nelson George                                                                                    |
| Bold Generation                                                      | Prince                                                  | 1999 Super Deluxe                                   | 5:53  | 2019 | 1990 überarbeitet als New Power Generation auf Graffiti Bridge                                                          |
| Boom                                                                 | Prince                                                  | Lotusflow3r                                         | 3:18  | 2009 | Liedtext handelt über ein alternatives Universum                                                                        |
| Born 2 Die                                                           | Prince                                                  | Welcome 2 America                                   | 5:03  | 2021 | Prince schrieb den Song 2010                                                                                            |
| Boyfriend (Demo)                                                     | Prince                                                  | non-Album-Track                                     | 3:08  | 2013 | Download von 3rdEyeGirl.com                                                                                             |
| Boytrouble                                                           | Prince & 3rdEyeGirl                                     | Plectrumelectrum                                    | 3:52  | 2014 | Gastsängerin: Lizzo und Sophia Eris                                                                                     |
| Brand New Orleans                                                    | Prince                                                  | non-Album-Track                                     | 6:37  | 2005 | B-Seite der Single S.S.T. (Sade’s Sweetest Taboo), Instrumentalstück                                                    |
| Breakdown                                                            | Prince                                                  | Art Official Age                                    | 4:04  | 2014 | Single #90, Download-Single #8, Featuring Andy Allo                                                                     |
| Breakfast Can Wait                                                   | Prince                                                  | Art Official Age                                    | 3:54  | 2014 | Single #87, Download-Single #5                                                                                          |
| Breathe                                                              | Prince                                                  | non-Album-Track                                     | 2:01  | 2002 | Ursprünglich für unveröffentlichtes Album Madrid 2 Chicago (2001) Download von NPG-Music-Club.com                       |
| Calhoun Square                                                       | Prince                                                  | Crystal Ball                                        | 4:46  | 1998 | Songtitel benannt nach Einkaufszentrum in Minneapolis                                                                   |
| The Call                                                             | Prince                                                  | non-Album-Track                                     | 3:00  | 1994 | VHS und Laserdisc 3 Chains o’ Gold Video Collection Song ist im Abspann zu hören                                        |
| Call My Name                                                         | Prince                                                  | Musicology                                          | 5:15  | 2004 | Gastmusiker: Clare Fischer                                                                                              |
| Can I Play with U?                                                   | Prince                                                  | Sign o’ the Times Super Deluxe                      | 6:39  | 2020 | Gastmusiker: Miles Davis                                                                                                |
| Can’t Stop This Feeling I Got                                        | Prince                                                  | Graffiti Bridge                                     | 4:24  | 1990 | Single #49 |
| Can’t Stop This Feeling I Got                                        | Prince                                                  | 1999 Super Deluxe                                   | 2:40  | 2019 | Prince’ Originalversion aus dem Jahr 1982                                                                               |
| Cause and Effect                                                     | Prince                                                  | non-Album-Track                                     | 5:01  | 2010 | Download von 89.3-TheCurrent.com                                                                                        |
| Chaos and Disorder                                                   | Prince                                                  | Chaos and Disorder                                  | 4:20  | 1996 | Liedtext handelt von gesellschaftlichen Moralvorstellungen                                                              |
| Chapter & Verse                                                      | Prince                                                  | non-Album-Track                                     | 5:12  | 2013 | Liveversion, Download von 3rdEyeGirl.com                                                                                |
| Check the Record                                                     | Prince                                                  | Welcome 2 America                                   | 3:28  | 2021 | Prince schrieb den Song 2010                                                                                            |
| Chelsea Rodgers                                                      | Prince                                                  | Planet Earth                                        | 5:41  | 2007 | Liedtext mit Bezug auf Jimi Hendrix                                                                                     |
| Chocolate Box                                                        | Prince                                                  | MPLSound                                            | 6:13  | 2009 | Gastrapper: Q-Tip |
| Christopher Tracy’s Parade                                           | Prince, John L. Nelson                                  | Parade                                              | 2:11  | 1986 | Backing Vocals: Susannah Melvoin                                                                                        |
| Cindy C.                                                             | Prince                                                  | Black Album                                         | 6:15  | 1994 | Liedtext inspiriert von Cindy Crawford                                                                                  |
| Cinnamon Girl                                                        | Prince                                                  | Musicology                                          | 3:56  | 2004 | Single #75 Liedtext handelt von Terroranschläge am 11. September 2001                                                   |
| Circle of Amour                                                      | Prince                                                  | The Truth                                           | 4:43  | 1998 | Song ist von Prince nie live gespielt worden                                                                            |
| Clockin’ the Jizz                                                    | Prince                                                  | Gett Off-Maxi-Single                                | 4:50  | 1991 | Gastmusiker: Eric Leeds                                                                                                 |
| Cloreen Bacon Skin                                                   | Prince                                                  | Crystal Ball                                        | 15:37 | 1998 | Gastmusiker: Morris Day am Schlagzeug                                                                                   |
| Clouds                                                               | Prince                                                  | Art Official Age                                    | 4:34  | 2014 | Gastsängerin: Lianne La Havas                                                                                           |
| The Cocoa Boys                                                       | Prince                                                  | Sign o’ the Times Super Deluxe                      | 6:05  | 2020 | Prince schrieb den Song 1986                                                                                            |
| Cold Coffee & Cocaine (Piano Version)                                | Prince                                                  | Piano & A Microphone 1983                           | 5:13  | 2018 | Prince schrieb den Song 1983                                                                                            |
| Colleen                                                              | Prince                                                  | 1999 Super Deluxe                                   | 5:29  | 2019 | Instrumentalstück Benannt nach Toningenieurin Peggy Colleen McCreary                                                    |
| Colonized Mind                                                       | Prince                                                  | Lotusflow3r                                         | 4:47  | 2009 | Prince schrieb den Song 2004                                                                                            |
| Colors                                                               | Prince                                                  | Sign o’ the Times Super Deluxe                      | 1:01  | 2020 | Instrumentalstück |
| Come                                                                 | Prince                                                  | Come                                                | 11:13 | 1994 | Liedtext handelt von Sex                                                                                                |
| Comeback                                                             | Prince                                                  | The Truth                                           | 1:59  | 1998 | Liedtext handelt von Prince’ verstorbenen Sohn                                                                          |
| Compassion                                                           | Prince                                                  | 20Ten                                               | 3:57  | 2010 | Gastmusiker: Maceo Parker                                                                                               |
| Computer Blue                                                        | Prince, Lisa Coleman, Wendy Melvoin, John L. Nelson     | Purple Rain                                         | 3:59  | 1984 | Song besitzt Elemente von Father’s Song (1984)                                                                          |
| Computer Blue (Hallway Speech Version)                               | Prince, Lisa Coleman, Wendy Melvoin, John L. Nelson     | Purple Rain Deluxe                                  | 12:18 | 2017 | Prince’ Originalversion aus dem Jahr 1983                                                                               |
| Condition of the Heart                                               | Prince                                                  | Around the World in a Day                           | 6:48  | 1985 | Prince spielte alle Instrumente selbst ein                                                                              |
| Contest Song                                                         | Prince                                                  | non-Album-Track                                     | 3:33  | 2001 | Download von NPG-Music-Club.com                                                                                         |
| The Continental                                                      | Prince                                                  | Love Symbol                                         | 5:31  | 1992 | Gastsängerin: Carmen Electra                                                                                            |
| Controversy                                                          | Prince                                                  | Controversy                                         | 7:15  | 1981 | Single #13 |
| Copenhagen                                                           | Prince                                                  | C-Note                                              | 10:06 | 2003 | Liveversion, Download von NPG-Music-Club.com Soundcheck in Kopenhagen am 25. Oktober 2002                               |
| Cosmic Day                                                           | Prince                                                  | Sign o’ the Times Super Deluxe                      | 5:39  | 2020 | Prince schrieb den Song 1986                                                                                            |
| Courtin’ Time                                                        | Prince                                                  | Emancipation                                        | 2:46  | 1996 | Song war ursprünglich 25 Minuten lang                                                                                   |
| Crazy You                                                            | Prince                                                  | For You                                             | 2:16  | 1978 | Prince spielte alle Instrumente selbst ein                                                                              |
| Cream                                                                | Prince                                                  | Diamonds and Pearls                                 | 4:12  | 1991 | Single #51 |
| Cream (Take 2)                                                       | Prince                                                  | Diamonds and Pearls Deluxe                          | 4:50  | 2023 | Version vom Genre Rock dominiert                                                                                        |
| Crimson and Clover                                                   | Tommy James & the Shondells                             | Lotusflow3r                                         | 3:51  | 2009 | Originalversion auf Crimson & Clover (1968)                                                                             |
| The Cross                                                            | Prince                                                  | Sign "☮" the Times                                  | 4:45  | 1987 | Liedtext mit Bezug auf das Jenseits                                                                                     |
| Crucial                                                              | Prince                                                  | Crystal Ball                                        | 5:06  | 1998 | Ursprünglich für Sign "☮" the Times geplant                                                                             |
| Crucial (Alternate Lyrics)                                           | Prince                                                  | Sign o’ the Times Super Deluxe                      | 6:15  | 2020 | Liedtext unterscheidet sich nur gering von Crucial                                                                      |
| Crystal Ball                                                         | Prince                                                  | Crystal Ball                                        | 10:28 | 1998 | Ursprünglich für Crystal Ball (1986) geplant                                                                            |
| Curious Child                                                        | Prince                                                  | Emancipation                                        | 2:57  | 1996 | Prince spielte alle Instrumente selbst ein                                                                              |
| Cybersingle                                                          | Prince                                                  | non-Album-Track                                     | 2:43  | 2000 | Download von NPG-Music-Club.com                                                                                         |
| D.M.S.R.                                                             | Prince                                                  | 1999                                                | 8:16  | 1982 | Abkürzung steht für „Dance, Music, Sex, Romance“                                                                        |
| Da, Da, Da                                                           | Prince                                                  | Emancipation                                        | 5:15  | 1996 | Liedtext ist gesellschaftskritisch                                                                                      |
| Da Bang                                                              | Prince                                                  | Crystal Ball                                        | 3:19  | 1998 | Ursprünglich für unveröffentlichtes Album Playtime by Versace (1995)                                                    |
| Da Bourgeoisie                                                       | Prince                                                  | non-Album-Track                                     | 3:23  | 2013 | Download von DrFunkenberry.com Song existiert nur als Demoaufnahme                                                      |
| Daddy Pop                                                            | Prince                                                  | Diamonds and Pearls                                 | 5:17  | 1991 | Prince nahm den Song in den Olympic Studios auf                                                                         |
| The Daisy Chain                                                      | Prince                                                  | The Slaughterhouse                                  | 6:12  | 2004 | Ursprünglich für unveröffentlichtes Album High (2000)                                                                   |
| Dakota 1                                                             | Prince                                                  | non-Album-Track                                     | 4:58  | 2013 | Download von 3rdEyeGirl.com, Instrumentalstück                                                                          |
| Damn U                                                               | Prince                                                  | Love Symbol                                         | 4:25  | 1992 | Single #59 |
| Damned If Eye Do                                                     | Prince                                                  | Emancipation                                        | 5:21  | 1996 | Liedtext mit Bezug auf Kevin Costner                                                                                    |
| The Dance                                                            | Prince                                                  | 3121                                                | 5:20  | 2006 | 2004 bereits auf The Chocolate Invasion                                                                                 |
| Dance 4 Me                                                           | Prince                                                  | MPLSound                                            | 4:58  | 2009 | Single #82 |
| The Dance Electric                                                   | Prince                                                  | Purple Rain Deluxe                                  | 11:29 | 2017 | Prince schrieb den Song 1984                                                                                            |
| Dance On                                                             | Prince                                                  | Lovesexy                                            | 3:44  | 1988 | Liedtext handelt von Gewalt in der modernen Welt                                                                        |
| Dark                                                                 | Prince                                                  | Come                                                | 6:10  | 1994 | 1998 als Remix So Dark auf Crystal Ball                                                                                 |
| Darkside                                                             | Prince                                                  | Diamonds and Pearls Deluxe                          | 5:33  | 2023 | Prince schrieb den Song 1990                                                                                            |
| Darling Nikki                                                        | Prince                                                  | Purple Rain                                         | 4:13  | 1984 | Liedtext war ausschlaggebend für „Parental Advisory“                                                                    |
| Days of Wild (Live Version)                                          | Prince                                                  | Crystal Ball                                        | 9:19  | 1998 | Ursprünglich für The Gold Experience geplant                                                                            |
| Dead on It                                                           | Prince                                                  | Black Album                                         | 4:37  | 1994 | Liedtext macht sich über Rapper lustig                                                                                  |
| Dear Michaelangelo                                                   | Prince, Sheila E.                                       | Originals                                           | 5:22  | 2019 | Prince gab den Song 1985 an Sheila E.                                                                                   |
| Dear Mr. Man                                                         | Prince                                                  | Musicology                                          | 4:14  | 2004 | Liedtext mit Bezug auf Irakkrieg                                                                                        |
| Deconstruction                                                       | Prince                                                  | The Rainbow Children                                | 1:59  | 2001 | Song besteht überwiegend aus einem Monolog                                                                              |
| Delirious                                                            | Prince                                                  | 1999                                                | 3:58  | 1982 | Single #19 |
| Delirious (Full Length)                                              | Prince                                                  | 1999 Super Deluxe                                   | 5:59  | 2019 | Version könnte als Maxiversion geplant gewesen sein                                                                     |
| Deliverance                                                          | Prince                                                  | non-Album-Track                                     | 3:45  | 2017 | Ursprünglich für unveröffentlichte EP Deliverance (2017) a                                                              |
| Diamonds and Pearls                                                  | Prince                                                  | Diamonds and Pearls                                 | 4:45  | 1991 | Single #53 2022: Single #105 (postum), Diamonds and Pearls (Live at Glam Slam)                                          |
| Dig U Better Dead                                                    | Prince                                                  | Chaos and Disorder                                  | 4:00  | 1996 | Liedtext mit Bezug auf Streit mit Warner Bros. Records                                                                  |
| Digital Garden                                                       | Prince                                                  | The Rainbow Children                                | 4:07  | 2001 | Song besitzt Elemente aus dem Genre Salsa                                                                               |
| Dinner with Delores                                                  | Prince                                                  | Chaos and Disorder                                  | 2:46  | 1996 | Single #69 |
| Dionne                                                               | Prince                                                  | The Truth                                           | 3:10  | 1998 | Liedtext inspiriert von Dionne Farris                                                                                   |
| Dirty Mind                                                           | Prince (M und T), Dr. Fink (M)                          | Dirty Mind                                          | 4:13  | 1980 | Single #09 |
| Do It All Night                                                      | Prince                                                  | Dirty Mind                                          | 3:42  | 1980 | Single #11 |
| Do Me, Baby                                                          | Prince                                                  | Controversy                                         | 7:42  | 1981 | Single #16 |
| Do Me, Baby (Demo)                                                   | Prince                                                  | non-Album-Track                                     | 4:47  | 2021 | Single #104 (postum), Prince’ Originalversion von 1979                                                                  |
| Do U Lie?                                                            | Prince                                                  | Parade                                              | 2:43  | 1986 | Gastmusiker: Jonathan Melvoin                                                                                           |
| Do Your Dance (KC’s Remix)                                           | Prince                                                  | Cream-Maxi-Single                                   | 6:00  | 1991 | Backing Vocals: Jevetta Steele                                                                                          |
| Do Yourself a Favor                                                  | Prince                                                  | 1999 Super Deluxe                                   | 9:00  | 2019 | Prince schrieb den Song 1982                                                                                            |
| Dolphin                                                              | Prince                                                  | The Gold Experience                                 | 4:58  | 1995 | Liedtext handelt von Reinkarnation                                                                                      |
| Don’t Let Him Fool Ya                                                | Prince                                                  | 1999 Super Deluxe                                   | 4:34  | 2019 | Prince schrieb den Song 1982                                                                                            |
| Don’t Play Me                                                        | Prince                                                  | The Truth                                           | 2:47  | 1998 | Prince spielte alle Instrumente selbst ein                                                                              |
| Don’t Say U Love Me                                                  | Prince, Martika                                         | Diamonds and Pearls Deluxe                          | 4:20  | 2023 | Prince gab den Song 1991 Martika                                                                                        |
| Don’t Talk 2 Strangers                                               | Prince                                                  | Girl 6                                              | 3:11  | 1996 | Chaka Khan nahm 1998 eine Coverversion auf                                                                              |
| Dream Factory                                                        | Prince                                                  | Crystal Ball                                        | 3:07  | 1998 | Ursprünglich für Dream Factory (1986) geplant                                                                           |
| Dreamer                                                              | Prince                                                  | Lotusflow3r                                         | 5:30  | 2009 | Liedtext handelt von Prince’ eigener Ethnie                                                                             |
| Dreamin’ About U                                                     | Prince                                                  | Emancipation                                        | 3:52  | 1996 | Gastmusiker: Eric Leeds, Kathleen Dyson und Rhonda Smith                                                                |
| East                                                                 | Prince                                                  | N.E.W.S                                             | 14:00 | 2003 | Instrumentalstück |
| Eggplant (Prince Vocal)                                              | Prince                                                  | Sign o’ the Times Super Deluxe                      | 5:18  | 2020 | Ursprünglich mit Lisa Coleman und Wendy Melvoin gesungen                                                                |
| Electric Chair                                                       | Prince                                                  | Batman                                              | 4:08  | 1989 | B-Seite der Single The Future                                                                                           |
| Electric Intercourse                                                 | Prince                                                  | Purple Rain Deluxe                                  | 4:57  | 2017 | Prince schrieb den Song 1983                                                                                            |
| Elephants & Flowers                                                  | Prince                                                  | Graffiti Bridge                                     | 3:54  | 1990 | Liedtext handelt von Gott                                                                                               |
| Emale                                                                | Prince                                                  | Emancipation                                        | 3:38  | 1996 | Liedtext besteht aus Wortspiel mit E-Mail                                                                               |
| Emancipation                                                         | Prince                                                  | Emancipation                                        | 4:12  | 1996 | Liedtext mit Bezug auf Streit mit Warner Bros. Records                                                                  |
| Emotional Pump                                                       | Prince                                                  | Sign o’ the Times Super Deluxe                      | 4:59  | 2020 | Ursprünglich für Joni Mitchell vorgesehen                                                                               |
| Empty Room                                                           | Prince                                                  | C-Note                                              | 4:01  | 2003 | Liveversion, Download von NPG-Music-Club.com Soundcheck in Kopenhagen am 25. Oktober 2002                               |
| Endorphinmachine                                                     | Prince                                                  | The Gold Experience                                 | 4:06  | 1995 | Liedtext handelt von Endorphinen                                                                                        |
| Erotic City (make love not war Erotic City come alive)               | Prince                                                  | Purple Rain Deluxe                                  | 7:23  | 1984 | B-Seite von Let’s Go Crazy (Extended Version)                                                                           |
| Escape (Free yo mind from this rat race)                             | Prince                                                  | non-Album-Track                                     | 6:26  | 1988 | B-Seite von Glam Slam (Remix), Gastsängerin: Sheila E.                                                                  |
| Ethereal Mix                                                         | Prince                                                  | Cream-Maxi-Single                                   | 4:44  | 1991 | Instrumentalstück |
| The Everlasting Now                                                  | Prince                                                  | The Rainbow Children                                | 8:18  | 2001 | Song besitzt Elemente aus dem Genre Latin Pop                                                                           |
| Everybody Loves Me                                                   | Prince                                                  | 20Ten                                               | 4:08  | 2010 | Prince spielte alle Instrumente selbst ein                                                                              |
| Everybody Want What They Don’t Got                                   | Prince                                                  | Sign o’ the Times Super Deluxe                      | 2:08  | 2020 | Prince schrieb den Song 1986                                                                                            |
| Everyday Is a Winding Road                                           | Sheryl Crow, Brian McLeod, Jeff Trott                   | Rave Un2 the Joy Fantastic                          | 6:12  | 1999 | Originalversion auf Sheryl Crow (1996) von Sheryl Crow                                                                  |
| Everywhere                                                           | Prince                                                  | The Rainbow Children                                | 2:54  | 2001 | Gastsängerin: Milenia                                                                                                   |
| Extraordinary                                                        | Prince                                                  | The Vault … Old Friends 4 Sale                      | 2:28  | 1999 | Ursprünglich für Rosie Gaines vorgesehen                                                                                |
| Eye Can’t Make U Love Me                                             | Allen Shamblin, Mike Reid                               | Emancipation                                        | 6:37  | 1996 | Originalversion auf Luck of the Draw (1991) von Bonnie Raitt                                                            |
| Eye Hate U                                                           | Prince                                                  | The Gold Experience                                 | 5:53  | 1995 | Single #67 |
| Eye Love U, but Eye Don’t Trust U Anymore                            | Prince                                                  | Rave Un2 the Joy Fantastic                          | 3:36  | 1999 | Gastmusikerin: Ani DiFranco                                                                                             |
| Eye No                                                               | Prince                                                  | Lovesexy                                            | 5:46  | 1988 | Liedtext handelt von Gott und Teufel                                                                                    |
| Eye Wanna Melt with U                                                | Prince                                                  | Love Symbol                                         | 3:50  | 1992 | Liedtext handelt von Sex                                                                                                |
| F.U.N.K.                                                             | Prince                                                  | non-Album-Track                                     | 7:36  | 2007 | Single #81, Download-Single #1                                                                                          |
| Face Down                                                            | Prince                                                  | Emancipation                                        | 3:17  | 1996 | Liedtext mit Bezug auf Streit mit Warner Bros. Records                                                                  |
| Fallinlove2nite                                                      | Prince                                                  | HITnRUN Phase One                                   | 3:12  | 2014 | Single #89, Download-Single #7, Featuring Zooey Deschanel                                                               |
| Family Name                                                          | Prince                                                  | The Rainbow Children                                | 8:16  | 2001 | Liedtext mit Bezug auf Martin Luther King und Thomas Jefferson                                                          |
| Fascination                                                          | Prince                                                  | The Truth                                           | 4:55  | 1998 | Song ist von Prince nie live gespielt worden                                                                            |
| Father’s Song                                                        | Prince, John L. Nelson                                  | Purple Rain Deluxe                                  | 5:30  | 1984 | Song ist im Film Purple Rain zu hören                                                                                   |
| Feel Better, Feel Good, Feel Wonderful                               | Prince                                                  | Lotusflow3r                                         | 3:52  | 2009 | Gastmusiker: Maceo Parker                                                                                               |
| Feel U Up                                                            | Prince                                                  | 1999 Super Deluxe                                   | 6:41  | 2019 | Prince’ Originalversion aus dem Jahr 1981                                                                               |
| Feel U Up (Long Stroke)                                              | Prince                                                  | non-Album-Track                                     | 6:30  | 1989 | B-Seite von Partyman (Video Mix) Ursprünglich für Camille geplant                                                       |
| Fixurlifeup                                                          | Prince & 3rdEyeGirl                                     | Plectrumelectrum                                    | 3:12  | 2014 | Single #86, Download-Single #4                                                                                          |
| The Flow                                                             | Prince (M und T), Tony Mosley (M)                       | Love Symbol                                         | 2:26  | 1992 | Liedtext handelt von Zorn gegenüber Paparazzi                                                                           |
| For You                                                              | Prince                                                  | For You                                             | 1:07  | 1978 | Prince’ Stimme besitzt 46 Overdubs                                                                                      |
| Forever in My Life                                                   | Prince                                                  | Sign "☮" the Times                                  | 3:30  | 1987 | John F. Kennedy, Jr. ließ den Song auf seiner Hochzeit im September 1996 spielen                                        |
| Forever in My Life (Early Vocal Studio Run-Through)                  | Prince                                                  | Sign o’ the Times Super Deluxe                      | 6:25  | 2020 | Prince schrieb den Song 1986                                                                                            |
| FR33 (Acoustic)                                                      | Prince                                                  | non-Album-Track                                     | 4:09  | 2025 | Single #110 (postum), Akustikversion aus dem Jahr 2008                                                                  |
| Free                                                                 | Prince                                                  | 1999                                                | 5:06  | 1982 | Backing Vocals: Jill Jones, Lisa Coleman, Wendy Melvoin                                                                 |
| Free Urself                                                          | Prince                                                  | non-Album-Track                                     | 3:45  | 2015 | Single #94, Download-Single #12                                                                                         |
| Friend, Lover, Sister, Mother / Wife                                 | Prince                                                  | Emancipation                                        | 7:37  | 1996 | Song war Hochzeitstanz für Prince und Mayte Garcia                                                                      |
| From the Lotus...                                                    | Prince                                                  | Lotusflow3r                                         | 2:46  | 2009 | Instrumentalstück |
| Funk Radio                                                           | Prince                                                  | non-Album-Track                                     | 0:23  | 1997 | Download von Love-4-One-Another.com                                                                                     |
| Funknroll                                                            | Prince & 3rdEyeGirl                                     | Plectrumelectrum                                    | 4:09  | 2014 | Remix-Version auf Art Official Age vorhanden                                                                            |
| The Funky Design                                                     | Prince                                                  | non-Album-Track                                     | 3:44  | 2000 | Download von NPG-Music-Club.com Ursprünglich für Exodus (1995) von The New Power Generation                             |
| Fury                                                                 | Prince                                                  | 3121                                                | 4:01  | 2006 | Single #79 |
| The Future                                                           | Prince                                                  | Batman                                              | 4:07  | 1989 | Single #46 |
| Future Baby Mama                                                     | Prince                                                  | Planet Earth                                        | 4:47  | 2007 | Gewann 2008 einen Grammy Award                                                                                          |
| Future Soul Song                                                     | Prince                                                  | 20Ten                                               | 5:08  | 2010 | Prince spielte alle Instrumente selbst ein                                                                              |
| Gamillah                                                             | Prince                                                  | The Chocolate Invasion                              | 3:09  | 2004 | Ursprünglich für unveröffentlichtes Album High (2000)                                                                   |
| Gangster Glam                                                        | Prince                                                  | Gett Off-Maxi-Single                                | 6:09  | 1991 | Backing Vocals: Rosie Gaines                                                                                            |
| Get Blue                                                             | Prince, Levi Seacer Jr.                                 | Diamonds and Pearls Deluxe                          | 4:43  | 2023 | Prince gab den Song 1993 an Louie Louie (* 1970 als Louis Cordero)                                                      |
| Get Off                                                              | Prince                                                  | New Power Generation-Maxi-Single                    | 4:41  | 1990 | Nicht identisch mit Gett Off von Diamonds and Pearls                                                                    |
| Get On the Boat                                                      | Prince                                                  | 3121                                                | 6:20  | 2006 | Gastmusiker: Candy Dulfer und Maceo Parker                                                                              |
| Get Some Solo                                                        | Prince                                                  | Cream-Maxi-Single                                   | 1:31  | 1991 | Hauptsächlich ein Instrumentalstück                                                                                     |
| Get Yo Groove On                                                     | Prince                                                  | Emancipation                                        | 6:31  | 1996 | Liedtext mit Bezug auf D’Angelo                                                                                         |
| Gett Off                                                             | Prince                                                  | Diamonds and Pearls                                 | 4:30  | 1991 | Single #50 |
| Gigolos Get Lonely Too                                               | Prince                                                  | Originals                                           | 4:41  | 2019 | Prince gab den Song 1982 an The Time                                                                                    |
| Girl                                                                 | Prince                                                  | non-Album-Track                                     | 7:36  | 1985 | B-Seite von America (12″)                                                                                               |
| Girls & Boys                                                         | Prince                                                  | Parade                                              | 5:29  | 1986 | Single #34 |
| Glam Slam                                                            | Prince                                                  | Lovesexy                                            | 5:04  | 1988 | Single #40 |
| Glam Slam ’91                                                        | Prince                                                  | Diamonds and Pearls Deluxe                          | 6:16  | 2023 | Song basiert auf Gett Off (1991)                                                                                        |
| The Glamorous Life                                                   | Prince                                                  | Originals                                           | 4:11  | 2019 | Prince gab den Song 1984 an Sheila E.                                                                                   |
| Glasscutter                                                          | Prince                                                  | non-Album-Track                                     | 4:39  | 2004 | Download von NPG-Music-Club.com                                                                                         |
| God                                                                  | Prince                                                  | Purple Rain Deluxe                                  | 4:02  | 1984 | B-Seite der Single Purple Rain                                                                                          |
| God (Love Theme from Purple Rain)                                    | Prince                                                  | Purple Rain Deluxe                                  | 7:58  | 1984 | Instrumentalstück, B-Seite von Purple Rain (12″) (UK-Edition)                                                           |
| Gold                                                                 | Prince                                                  | The Gold Experience                                 | 7:22  | 1995 | Single #68 |
| The Gold Standard                                                    | Prince                                                  | Art Official Age                                    | 5:53  | 2014 | Song besitzt Elemente aus dem Genre Electro Funk                                                                        |
| Golden Parachute                                                     | Prince                                                  | The Slaughterhouse                                  | 5:35  | 2004 | Ursprünglich für unveröffentlichtes Album High (2000) 2001 Download von NPG-Music-Club.com                              |
| Good Life                                                            | Prince                                                  | non-Album-Track                                     | 2:16  | 2000 | Download von NPG-Music-Club.com, nicht identisch mit The Good Life (1995) von The New Power Generation                  |
| Good Love                                                            | Prince                                                  | Crystal Ball                                        | 4:55  | 1988 | Ursprünglich für Camille geplant 1988 auf Bright Lights, Big City (Soundtrack)                                          |
| Goodbye                                                              | Prince                                                  | Crystal Ball                                        | 4:34  | 1998 | Ursprünglich für Emancipation geplant                                                                                   |
| Gotta Broken Heart Again                                             | Prince                                                  | Dirty Mind                                          | 2:14  | 1980 | Liedtext handelt von enttäuschter Liebe                                                                                 |
| Gotta Stop (Messin’ About)                                           | Prince                                                  | The Hits/The B-Sides                                | 2:54  | 1981 | Single #12 |
| Graffiti Bridge                                                      | Prince                                                  | Graffiti Bridge                                     | 3:51  | 1990 | Gastsänger: Mavis Staples und Tevin Campbell                                                                            |
| The Greatest Romance Ever Sold                                       | Prince                                                  | Rave Un2 the Joy Fantastic                          | 5:29  | 1999 | Single #72 |
| Groovy Potential                                                     | Prince                                                  | HITnRUN Phase Two                                   | 6:16  | 2015 | Prince schrieb den Song 2012                                                                                            |
| Guitar                                                               | Prince                                                  | Planet Earth                                        | 3:45  | 2007 | Single #80 |
| Habibi                                                               | Prince                                                  | non-Album-Track                                     | 4:55  | 2001 | Download von NPG-Music-Club.com Prince benannte den Song nach einer seiner Gitarren                                     |
| Had U                                                                | Prince                                                  | Chaos and Disorder                                  | 1:26  | 1996 | Song ist ein Klagelied                                                                                                  |
| Hardrocklover                                                        | Prince                                                  | HITnRUN Phase One                                   | 3:42  | 2015 | Single #92, Download-Single #10 (Dauer: 3:52)                                                                           |
| Have a ♥                                                             | Prince                                                  | One Nite Alone …                                    | 2:04  | 2002 | Liedtext handelt von enttäuschter Liebe                                                                                 |
| Head                                                                 | Prince                                                  | Dirty Mind                                          | 4:43  | 1980 | Single #10 |
| Hello                                                                | Prince                                                  | non-Album-Track                                     | 6:38  | 1985 | B-Seite von Pop Life (Extended Version)                                                                                 |
| Here                                                                 | Prince                                                  | MPLSound                                            | 5:15  | 2009 | Liedtext handelt von Wein                                                                                               |
| Here on Earth                                                        | Prince                                                  | One Nite Alone …                                    | 3:22  | 2002 | Gastmusiker: Schlagzeuger John Blackwell                                                                                |
| Hey U                                                                | Prince                                                  | Diamonds and Pearls Deluxe                          | 6:09  | 2023 | Prince schrieb den Song 1991                                                                                            |
| Hide the Bone                                                        | Prince (M), Brenda Lee Eager (T), William Wilson (T)    | Crystal Ball                                        | 5:03  | 1998 | Prince nahm den Song im Studio Guillaume Tell in Suresnes auf                                                           |
| High                                                                 | Prince                                                  | The Chocolate Invasion                              | 5:05  | 2004 | Ursprünglich für unveröffentlichtes Album High (2000) Download von NPG-Music-Club.com                                   |
| Hold Me                                                              | Prince                                                  | Diamonds and Pearls Deluxe                          | 4:36  | 2023 | Prince gab den Song 1993 an Jevetta Steele                                                                              |
| Holly Rock                                                           | Prince, Sheila E.                                       | Originals                                           | 6:38  | 2019 | Single #98 (postum), Download-Single #13                                                                                |
| The Holy River                                                       | Prince                                                  | Emancipation                                        | 6:55  | 1996 | Single #71 |
| Honky Tonk Women                                                     | Keith Richards, Mick Jagger                             | non-Album-Track                                     | 3:01  | 1995 | Liveversion von VHS und Laserdisc The Undertaker Aufnahme stammt vom 14. Juni 1993 im Paisley Park Studio               |
| Horny Pony                                                           | Prince                                                  | non-Album-Track                                     | 4:19  | 1991 | B-Seite der Single Gett Off                                                                                             |
| Horny Pony (Version 2)                                               | Prince                                                  | Diamonds and Pearls Deluxe                          | 4:21  | 2023 | Prince spielte alle Instrumente selbst ein                                                                              |
| Horny Toad                                                           | Prince                                                  | The Hits/The B-Sides                                | 2:12  | 1983 | B-Seite der Single Delirious                                                                                            |
| Hot Summer                                                           | Prince                                                  | Welcome 2 America                                   | 3:34  | 2021 | Single #103 (postum), Prince schrieb den Song 2010                                                                      |
| Hot Thing                                                            | Prince                                                  | Sign "☮" the Times                                  | 5:40  | 1987 | Liedtext handelt von einer 21-jährigen Frau                                                                             |
| Hot Wit U                                                            | Prince                                                  | Rave Un2 the Joy Fantastic                          | 5:11  | 1999 | Gastrapperin: Eve |
| Housebangers                                                         | Prince                                                  | Cream-Maxi-Single                                   | 4:23  | 1991 | Backing Vocals: Jevetta Steele                                                                                          |
| Housequake                                                           | Prince                                                  | Sign "☮" the Times                                  | 4:41  | 1987 | Ursprünglich für Camille geplant                                                                                        |
| How Come U Don’t Call Me Anymore?                                    | Prince                                                  | The Hits/The B-Sides                                | 3:51  | 1982 | B-Seite der Single 1999                                                                                                 |
| How Come U Don’t Call Me Anymore? (Take 2, Live in Studio)           | Prince                                                  | 1999 Super Deluxe                                   | 6:11  | 2019 | Version stammt vom April 1982                                                                                           |
| The Human Body                                                       | Prince                                                  | Emancipation                                        | 5:42  | 1996 | Prince spielte alle Instrumente selbst ein                                                                              |
| Hypnoparadise                                                        | Prince                                                  | The Slaughterhouse                                  | 6:03  | 2004 | Download von NPG-Music-Club.com im Jahr 2001                                                                            |
| I Could Never Take the Place of Your Man                             | Prince                                                  | Sign "☮" the Times                                  | 6:28  | 1987 | Single #38 |
| I Could Never Take the Place of Your Man (1979 Version)              | Prince                                                  | Sign o’ the Times Super Deluxe                      | 3:12  | 2020 | Prince’ Originalversion aus dem Jahr 1979                                                                               |
| I Feel for You                                                       | Prince                                                  | Prince                                              | 3:24  | 1979 | Single #100 (postum), 2019 veröffentlicht                                                                               |
| I Like It There                                                      | Prince                                                  | Chaos and Disorder                                  | 3:15  | 1996 | Song besitzt Elemente aus dem Genre Pop-Rock                                                                            |
| I Love U in Me                                                       | Prince                                                  | The Hits/The B-Sides                                | 4:12  | 1989 | B-Seite der Single The Arms of Orion                                                                                    |
| I Need a Man                                                         | Prince                                                  | Sign o’ the Times Super Deluxe                      | 5:33  | 2020 | Prince schrieb den Song 1981                                                                                            |
| I Pledge Allegiance to Your Love                                     | Prince                                                  | Diamonds and Pearls Deluxe                          | 4:41  | 2023 | Prince schrieb den Song 1991                                                                                            |
| I Rock, Therefore I Am                                               | Prince                                                  | Chaos and Disorder                                  | 6:15  | 1996 | Gastsängerin: Rosie Gaines                                                                                              |
| I Wanna Be Your Lover                                                | Prince                                                  | Prince                                              | 5:48  | 1979 | Single #03 |
| I Will                                                               | Prince                                                  | Chaos and Disorder                                  | 3:36  | 1996 | Liedtext zuweilen spirituell angehaucht                                                                                 |
| I Wish U Heaven                                                      | Prince                                                  | Lovesexy                                            | 2:43  | 1988 | Single #41 |
| I Wonder U                                                           | Prince                                                  | Parade                                              | 1:39  | 1986 | Hauptgesang von Wendy Melvoin                                                                                           |
| I Would Die 4 U                                                      | Prince                                                  | Purple Rain                                         | 2:56  | 1984 | Single #25 |
| I’m Yours                                                            | Prince                                                  | For You                                             | 5:01  | 1978 | Liedtext behauptet, Prince ist noch Jungfrau                                                                            |
| If Eye Could Get Ur Attention                                        | Prince                                                  | non-Album-Track                                     | 2:43  | 2015 | Download vom Musikstreaming-Dienst Tidal Prince schrieb den Song 1987 für Taja Sevelle                                  |
| If Eye Was the Man in Ur Life                                        | Prince                                                  | Musicology                                          | 3:10  | 2004 | Gastmusiker: Candy Dulfer und Maceo Parker                                                                              |
| If I Was Your Girlfriend                                             | Prince                                                  | Sign "☮" the Times                                  | 4:59  | 1987 | Single #36, ursprünglich für Camille geplant                                                                            |
| If I’ll Make U Happy                                                 | Prince                                                  | 1999 Super Deluxe                                   | 4:11  | 2019 | Prince schrieb den Song 1982                                                                                            |
| Illusion, Coma, Pimp & Circumstance                                  | Prince                                                  | Musicology                                          | 4:45  | 2004 | Liedtext handelt von einem Gigolo                                                                                       |
| In a Large Room with No Light                                        | Prince                                                  | Sign o’ the Times Super Deluxe                      | 3:27  | 2020 | Prince schrieb den Song 1986                                                                                            |
| In Love                                                              | Prince                                                  | For You                                             | 3:36  | 1978 | Prince spielte alle Instrumente selbst ein                                                                              |
| In This Bed Eye Scream                                               | Prince                                                  | Emancipation                                        | 5:40  | 1996 | Liedtext mit Bezug auf Lisa Coleman, Susannah Melvoin und Wendy Melvoin                                                 |
| Incense and Candles                                                  | Prince                                                  | 3121                                                | 4:04  | 2006 | Gastsängerin: Támar Davis                                                                                               |
| Indifference                                                         | Prince & 3rdEyeGirl                                     | non-Album-Track                                     | 3:09  | 2015 | Download vom Musikstreaming-Dienst Tidal                                                                                |
| Indigo Nights                                                        | Prince                                                  | Indigo Nights                                       | 3:40  | 2008 | Liveversion |
| Insatiable                                                           | Prince                                                  | Diamonds and Pearls                                 | 6:39  | 1991 | Single #52 |
| Interactive                                                          | Prince                                                  | Crystal Ball                                        | 3:03  | 1994 | Ursprünglich für The Gold Experience geplant 1994 auch auf Interactive CD ROM                                           |
| Interlude                                                            | Prince                                                  | 1999 Super Deluxe                                   | 2:15  | 2019 | Liveversion auf DVD Live in Detroit – November 30, 1982                                                                 |
| International Lover                                                  | Prince                                                  | 1999                                                | 6:37  | 1982 | Ursprünglich für What Time Is It? (1982) von The Time                                                                   |
| International Lover (Piano Version)                                  | Prince                                                  | Piano & A Microphone 1983                           | 3:48  | 2018 | Prince schrieb den Song 1982                                                                                            |
| International Lover (Take 1, Live in Studio)                         | Prince                                                  | 1999 Super Deluxe                                   | 7:19  | 2019 | Gastmusiker: Morris Day am Schlagzeug                                                                                   |
| Into the Light                                                       | Prince                                                  | Chaos and Disorder                                  | 2:46  | 1996 | Liedtext zuweilen spirituell angehaucht                                                                                 |
| Irresistible Bitch                                                   | Prince                                                  | The Hits/The B-Sides                                | 4:12  | 1983 | B-Seite der Single Let’s Pretend We’re Married                                                                          |
| Irresistible Bitch                                                   | Prince                                                  | 1999 Super Deluxe                                   | 4:39  | 2019 | Prince’ Originalversion aus dem Jahr 1981                                                                               |
| It                                                                   | Prince                                                  | Sign "☮" the Times                                  | 5:09  | 1987 | Liedtext handelt von Sex                                                                                                |
| It Ain’t Over ‘Til the Fat Lady Sings                                | Prince                                                  | Sign o’ the Times Super Deluxe                      | 2:21  | 2020 | Instrumentalstück |
| It Be’s Like That Sometimes                                          | Prince                                                  | Sign o’ the Times Super Deluxe                      | 3:19  | 2020 | Prince schrieb den Song 1986                                                                                            |
| It’s About That Walk                                                 | Prince                                                  | The Vault … Old Friends 4 Sale                      | 4:26  | 1999 | Liedtext mit Bezug auf Mayte Garcia                                                                                     |
| It’s Gonna Be a Beautiful Night                                      | Prince (M und T), Dr. Fink (M), Eric Leeds (M)          | Sign "☮" the Times                                  | 9:01  | 1987 | Aufnahme stammt vom 25. August 1986 im Zénith Paris                                                                     |
| It’s Gonna Be Lonely                                                 | Prince                                                  | Prince                                              | 5:27  | 1979 | Prince spielte alle Instrumente selbst ein                                                                              |
| Jack U Off                                                           | Prince                                                  | Controversy                                         | 3:09  | 1981 | Liedtext mit Bezug auf Masturbation                                                                                     |
| Jam of the Year                                                      | Prince                                                  | Emancipation                                        | 6:10  | 1996 | Gastsängerin: Rosie Gaines                                                                                              |
| Jealous Girl (Version 2)                                             | Prince                                                  | Sign o’ the Times Super Deluxe                      | 4:52  | 2020 | Prince schrieb den Song 1981                                                                                            |
| Joint 2 Joint                                                        | Prince                                                  | Emancipation                                        | 7:52  | 1996 | Gast: Savion Glover (Stepptänzer)                                                                                       |
| Joy in Repetition                                                    | Prince                                                  | Graffiti Bridge                                     | 4:53  | 1990 | Ursprünglich für Crystal Ball (1986) geplant                                                                            |
| Judas Smile                                                          | Prince                                                  | The Chocolate Invasion                              | 6:33  | 2004 | Download von NPG-Music-Club.com im Jahr 2001                                                                            |
| Jughead                                                              | Prince, Kirk Johnson, Tony Mosley                       | Diamonds and Pearls                                 | 4:56  | 1991 | Backing Vocals: Rosie Gaines                                                                                            |
| June                                                                 | Prince                                                  | HITnRUN Phase One                                   | 3:21  | 2015 | Liedtext mit Bezug auf Woodstock-Festival (1969)                                                                        |
| Jungle Love                                                          | Prince, Jesse Johnson, Morris Day                       | Originals                                           | 3:03  | 2019 | Prince gab den Song 1984 an The Time                                                                                    |
| Just as Long as We’re Together                                       | Prince                                                  | For You                                             | 6:23  | 1978 | Single #02 |
| Just Like U (Monologue)                                              | Prince                                                  | Indigo Nights                                       | 2:49  | 2008 | Liveversion |
| Katrina’s Paper Dolls                                                | Prince                                                  | Purple Rain Deluxe                                  | 3:30  | 2017 | Liedtext inspiriert von Vanity                                                                                          |
| Kirk J’s B Sides Remix                                               | Prince (M und T), Kirk Johnson (M)                      | non-Album-Track                                     | 7:00  | 1995 | B-Seite von Purple Medley (12″ The Hits Remixed)                                                                        |
| Kiss                                                                 | Prince, David Z. Rivkin (Arrangement)                   | Parade                                              | 3:46  | 1986 | Single #31 |
| La, La, La, He, He, Hee (Highly Explosive)                           | Prince (M und T), Sheena Easton (T)                     | Sign o’ the Times Super Deluxe                      | 10:46 | 1987 | B-Seite von Sign "☮" the Times (12″) Gastmusikerin: Sheila E.                                                           |
| La, La, La Means Eye Love U                                          | Thom Bell, William Hart                                 | Emancipation                                        | 3:59  | 1996 | Originalversion von The Delfonics (1968)                                                                                |
| The Ladder                                                           | Prince (M und T), John L. Nelson (M)                    | Around the World in a Day                           | 5:26  | 1985 | Liedtext handelt von religiösen Fragen                                                                                  |
| Lady Cab Driver                                                      | Prince                                                  | 1999                                                | 8:18  | 1982 | Liedtext mit Bezug auf Dominance and Submission                                                                         |
| The Last Dance (Bang Pow Zoom and the Whole Nine)                    | Prince, Kirk Johnson, Tony Mosley                       | Diamonds and Pearls Deluxe                          | 5:36  | 2023 | Song basiert auf Jughead (1991)                                                                                         |
| Last December                                                        | Prince                                                  | The Rainbow Children                                | 7:57  | 2001 | Gastmusiker: Larry Graham                                                                                               |
| Last Heart                                                           | Prince                                                  | Crystal Ball                                        | 3:01  | 1998 | Ursprünglich für Dream Factory (1986) geplant                                                                           |
| The Latest Fashion                                                   | Prince                                                  | Graffiti Bridge                                     | 4:02  | 1990 | Gastsänger: The Time |
| Lauriann                                                             | Prince                                                  | Diamonds and Pearls Deluxe                          | 4:15  | 2023 | Prince schrieb den Song 1990                                                                                            |
| Lavaux                                                               | Prince                                                  | 20Ten                                               | 3:03  | 2010 | Liedtext handelt vom Weinbaugebiet Lavaux                                                                               |
| Laydown                                                              | Prince                                                  | 20Ten                                               | 3:07  | 2010 | Liedtext mit Bezug auf Yoda von Star Wars                                                                               |
| Le Grind                                                             | Prince                                                  | Black Album                                         | 6:44  | 1994 | Liedtext handelt von Sex                                                                                                |
| Lemon Crush                                                          | Prince                                                  | Batman                                              | 4:15  | 1989 | Prince spielte alle Instrumente selbst ein                                                                              |
| Let’s Go Crazy                                                       | Prince                                                  | Purple Rain                                         | 4:39  | 1984 | Single #23 |
| Let’s Have a Baby                                                    | Prince                                                  | Emancipation                                        | 4:07  | 1996 | Prince komponierte Song für seine Hochzeit im Jahr 1996                                                                 |
| Let’s Pretend We’re Married                                          | Prince                                                  | 1999                                                | 7:21  | 1982 | Single #20 |
| Let’s Work                                                           | Prince                                                  | Controversy                                         | 3:53  | 1981 | Single #15 |
| Letitgo                                                              | Prince                                                  | Come                                                | 5:32  | 1994 | Single #64 |
| Letter 4 Miles                                                       | Prince                                                  | Diamonds and Pearls Deluxe                          | 4:36  | 2023 | Instrumentalstück, Hommage an Miles Davis                                                                               |
| Life Can Be So Nice                                                  | Prince                                                  | Parade                                              | 3:12  | 1986 | Gastmusikerin: Sheila E.                                                                                                |
| Life ‘O’ the Party                                                   | Prince                                                  | Musicology                                          | 4:29  | 2004 | Liedtext mit Bezug auf Michael Jackson                                                                                  |
| Like a Mack                                                          | Prince                                                  | HITnRUN Phase One                                   | 4:04  | 2015 | Gastrapperin: Curly Fryz                                                                                                |
| Lion of Judah                                                        | Prince                                                  | Planet Earth                                        | 4:10  | 2007 | Prince spielte alle Instrumente selbst ein                                                                              |
| Little Red Corvette                                                  | Prince                                                  | 1999                                                | 4:55  | 1982 | Single #18 |
| Live 4 Love (Early Version)                                          | Prince, Tony Mosley                                     | Diamonds and Pearls Deluxe                          | 7:32  | 2023 | Version ohne Tony Mosley                                                                                                |
| Live 4 Love (Last Words from the Cockpit)                            | Prince, Tony Mosley                                     | Diamonds and Pearls                                 | 6:59  | 1991 | B-Seite der Single The Morning Papers                                                                                   |
| Live Out Loud                                                        | Prince (M), Liv Warfield (T)                            | non-Album-Track                                     | 3:40  | 2013 | Download von 3rdEyeGirl.com, Hauptgesang von Hannah Ford                                                                |
| Lolita                                                               | Prince                                                  | 3121                                                | 4:06  | 2006 | Prince spielte alle Instrumente selbst ein                                                                              |
| Look at Me, Look at U                                                | Prince                                                  | HITnRUN Phase Two                                   | 3:27  | 2015 | Gastmusiker: Schlagzeuger John Blackwell                                                                                |
| Loose!                                                               | Prince                                                  | Come                                                | 3:26  | 1994 | 1998 als Remix Get Loose auf Crystal Ball                                                                               |
| Love                                                                 | Prince                                                  | 3121                                                | 5:45  | 2006 | Gastsängerin: Támar Davis                                                                                               |
| Love … Thy Will Be Done                                              | Prince, Martika                                         | Originals                                           | 4:06  | 2019 | Prince gab den Song 1991 an Martika                                                                                     |
| Love 2 the 9’s                                                       | Prince                                                  | Love Symbol                                         | 5:45  | 1992 | Backing Vocals: Mayte Garcia                                                                                            |
| Love and Sex                                                         | Prince                                                  | Purple Rain Deluxe                                  | 5:00  | 2017 | Prince schrieb den Song 1983                                                                                            |
| Love and Sex                                                         | Prince                                                  | Sign o’ the Times Super Deluxe                      | 4:11  | 2020 | Prince schrieb den Song 1986; zwar identischer Titelname, ansonsten keine Gemeinsamkeiten                               |
| Love Like Jazz                                                       | Prince                                                  | Lotusflow3r                                         | 3:49  | 2009 | Liedtext handelt vom Garten Eden                                                                                        |
| Love Machine                                                         | Prince (M und T), Levi Seacer Jr. (M), Morris Day (M)   | Graffiti Bridge                                     | 3:34  | 1990 | Gastsänger: The Time |
| Love or Money (Extended Version)                                     | Prince                                                  | non-Album-Track                                     | 6:50  | 1986 | B-Seite von Kiss (Extended Version)                                                                                     |
| Love Sign                                                            | Prince                                                  | 1-800-New-Funk (Sampler)                            | 4:32  | 1994 | Gastsängerin: Nona Gaye                                                                                                 |
| The Love We Make                                                     | Prince                                                  | Emancipation                                        | 4:39  | 1996 | Liedtext mit Bezug auf Jonathan Melvoin                                                                                 |
| Loveleft, Loveright                                                  | Prince                                                  | New Power Generation-Maxi-Single                    | 5:01  | 1990 | Prince spielte alle Instrumente selbst ein                                                                              |
| Lovesexy                                                             | Prince                                                  | Lovesexy                                            | 5:47  | 1988 | Liedtext zuweilen spirituell angehaucht                                                                                 |
| The Lubricated Lady                                                  | Prince                                                  | New Power Generation-Maxi-Single                    | 2:40  | 1990 | Prince spielte alle Instrumente selbst ein                                                                              |
| Mad                                                                  | Prince                                                  | non-Album-Track                                     | 5:30  | 2000 | Download von NPG-Music-Club.com Ursprünglich für Exodus (1995) von The New Power Generation                             |
| Madrid 2 Chicago                                                     | Prince                                                  | non-Album-Track                                     | 3:16  | 1999 | Ursprünglich für unveröffentlichtes Album Madrid 2 Chicago (2001) Download von Love-4-One-Another.com                   |
| Magnificent                                                          | Prince                                                  | non-Album-Track                                     | 4:38  | 2004 | Download von NPG-Music-Club.com                                                                                         |
| Make Your Mama Happy                                                 | Prince                                                  | Crystal Ball                                        | 4:00  | 1998 | Song erinnert an James-Brown-Stücke                                                                                     |
| Make-Up                                                              | Prince                                                  | Originals                                           | 2:26  | 2019 | Prince gab den Song 1982 an Vanity 6                                                                                    |
| Man ‘O’ War                                                          | Prince                                                  | Rave Un2 the Joy Fantastic                          | 5:14  | 1999 | Gastmusiker: Clare Fischer                                                                                              |
| Man in a Uniform                                                     | Prince, Rhonda Smith                                    | The Truth                                           | 3:05  | 1998 | Prince spielte alle Instrumente selbst ein                                                                              |
| Manic Monday                                                         | Prince                                                  | Originals                                           | 2:50  | 2019 | Prince gab den Song 1985 an The Bangles                                                                                 |
| Martika’s Kitchen                                                    | Prince                                                  | Diamonds and Pearls Deluxe                          | 4:21  | 2023 | Prince gab den Song 1991 an Martika                                                                                     |
| Mary Don’t You Weep (Piano Version)                                  | Autor ist unbekannt                                     | Piano & A Microphone 1983                           | 4:42  | 2018 | Version stammt vom Oktober 1983                                                                                         |
| The Marrying Kind                                                    | Prince                                                  | Musicology                                          | 2:49  | 2004 | Gastmusiker: Candy Dulfer und Maceo Parker                                                                              |
| Marz                                                                 | Prince & 3rdEyeGirl                                     | Plectrumelectrum                                    | 1:48  | 2014 | Musikvideo wurde produziert, obwohl keine Singleauskopplung                                                             |
| The Max                                                              | Prince                                                  | Love Symbol                                         | 4:30  | 1992 | Prince spielte alle Instrumente selbst ein                                                                              |
| Mellow                                                               | Prince                                                  | The Rainbow Children                                | 4:24  | 2001 | Liedtext mit Bezug auf „The Egg“ – Prince’ Haus auf Areal vom Paisley Park Studio                                       |
| Melody Cool                                                          | Prince                                                  | Graffiti Bridge                                     | 3:39  | 1990 | Hauptgesang von Mavis Staples                                                                                           |
| Menstrual Cycle                                                      | Prince & 3rdEyeGirl                                     | non-Album-Track                                     | 10:26 | 2013 | Download von 3rdEyeGirl SoundCloud, Instrumentalstück                                                                   |
| Million $ Show                                                       | Prince                                                  | HITnRUN Phase One                                   | 3:10  | 2015 | Gastsängerin: Judith Hill                                                                                               |
| Misty Blue                                                           | Bob Montgomery                                          | Indigo Nights                                       | 4:25  | 2008 | Liveversion mit Shelby J., Originalversion auf Wilma Burgess Sings Misty Blue (1967) von Wilma Burgess                  |
| $                                                                    | Prince                                                  | Lotusflow3r                                         | 3:57  | 2009 | Gastmusiker: Maceo Parker                                                                                               |
| Money Don’t Grow on Trees                                            | Prince                                                  | 1999 Super Deluxe                                   | 4:19  | 2019 | Ursprünglich für Vanity 6 geschrieben                                                                                   |
| Money Don’t Matter 2 Night                                           | Prince                                                  | Diamonds and Pearls                                 | 4:46  | 1991 | Single #54 |
| Moonbeam Levels                                                      | Prince                                                  | 4Ever                                               | 4:06  | 2016 | Erster von Prince postum veröffentlichter Song                                                                          |
| The Morning After                                                    | Prince                                                  | Lotusflow3r                                         | 2:06  | 2009 | Song ist nur auf Download-Version von Lotusflow3r                                                                       |
| The Morning Papers                                                   | Prince                                                  | Love Symbol                                         | 3:57  | 1992 | Single #60 |
| The Most Beautiful Girl in the World                                 | Prince                                                  | The Gold Experience                                 | 4:25  | 1994 | Single #63, 1994 auch auf The Beautiful Experience                                                                      |
| Mountains                                                            | Prince (T), Lisa Coleman (M), Wendy Melvoin (M)         | Parade                                              | 3:58  | 1986 | Single #32 |
| Movie Star                                                           | Prince                                                  | Crystal Ball                                        | 4:25  | 1998 | Ursprünglich für Dream Factory (1986) geplant                                                                           |
| Mr. Goodnight                                                        | Prince                                                  | Planet Earth                                        | 4:25  | 2007 | Liedtext mit Bezug auf Chocolat – Ein kleiner Biss genügt                                                               |
| Mr. Happy                                                            | Prince                                                  | Emancipation                                        | 4:46  | 1996 | Prince spielte alle Instrumente selbst ein                                                                              |
| Mr. Nelson                                                           | Prince                                                  | HITnRUN Phase One                                   | 2:27  | 2015 | Gastsängerin: Lianne La Havas                                                                                           |
| Muse 2 the Pharaoh                                                   | Prince                                                  | The Rainbow Children                                | 4:21  | 2001 | Liedtext mit Bezug auf Holocaust                                                                                        |
| Musicology                                                           | Prince                                                  | Musicology                                          | 4:24  | 2004 | Single #74 |
| My Computer                                                          | Prince                                                  | Emancipation                                        | 4:37  | 1996 | Single #99 (postum), 2019 veröffentlicht                                                                                |
| My Little Pill                                                       | Prince                                                  | The Vault … Old Friends 4 Sale                      | 1:08  | 1999 | Ursprünglich für Soundtrack I’ll Do Anything (1992) geplant                                                             |
| My Love is Forever                                                   | Prince                                                  | For You                                             | 4:09  | 1978 | Liedtext handelt von lebenslanger Hingabe                                                                               |
| My Medallion                                                         | Prince                                                  | The Chocolate Invasion                              | 5:07  | 2001 | Ursprünglich für unveröffentlichtes Album High (2000)                                                                   |
| My Name Is Prince                                                    | Prince (M und T), Tony Mosley (T)                       | Love Symbol                                         | 6:38  | 1992 | Single #57 |
| My Tender Heart                                                      | Prince, Rosie Gaines                                    | Diamonds and Pearls Deluxe                          | 5:06  | 2023 | Prince gab den Song 1995 an Rosie Gaines                                                                                |
| Nagoya                                                               | Prince                                                  | C-Note                                              | 8:44  | 2003 | Liveversion, Download von NPG-Music-Club.com Soundcheck in Nagoya am 29. November 2002                                  |
| Nevaeh Ni Ecalp A                                                    | Prince                                                  | Sign o’ the Times Super Deluxe                      | 2:33  | 2020 | Rückwärtsschreibweise von A Place in Heaven                                                                             |
| New Position                                                         | Prince                                                  | Parade                                              | 2:20  | 1986 | Prince spielte alle Instrumente selbst ein                                                                              |
| New Power Generation                                                 | Prince                                                  | Graffiti Bridge                                     | 3:39  | 1990 | Single #48 |
| New Power Generation (pt. II)                                        | Prince                                                  | Graffiti Bridge                                     | 2:57  | 1990 | Gastsänger: Mavis Staples und Tevin Campbell                                                                            |
| New World                                                            | Prince                                                  | Emancipation                                        | 3:42  | 1996 | Prince spielte alle Instrumente selbst ein                                                                              |
| No Call U                                                            | Prince                                                  | 1999 Super Deluxe                                   | 4:29  | 2019 | Prince schrieb den Song 1982                                                                                            |
| No More Candy 4 U                                                    | Prince                                                  | MPLSound                                            | 4:14  | 2009 | Liedtext handelt von Internet-Trolls                                                                                    |
| Noon Rendezvous                                                      | Prince, Sheila E.                                       | Originals                                           | 3:00  | 2019 | Prince gab den Song 1984 an Sheila E.                                                                                   |
| North                                                                | Prince                                                  | N.E.W.S                                             | 14:00 | 2003 | Instrumentalstück |
| Northside                                                            | Prince                                                  | The Slaughterhouse                                  | 6:31  | 2004 | Download von NPG-Music-Club.com im Jahr 2001                                                                            |
| Nothing Compares 2 U                                                 | Prince                                                  | Originals                                           | 4:39  | 2019 | Single #95 (postum), 2018 veröffentlicht                                                                                |
| Now                                                                  | Prince                                                  | The Gold Experience                                 | 4:30  | 1995 | Liedtext handelt von künstlerischer Integrität                                                                          |
| Objects in the Mirror                                                | Prince                                                  | One Nite Alone …                                    | 3:27  | 2002 | Prince spielte alle Instrumente selbst ein                                                                              |
| Octopus Heart                                                        | Prince & 3rdEyeGirl                                     | non-Album-Track                                     | 4:16  | 2013 | Download von 3rdEyeGirl SoundCloud, Instrumentalstück                                                                   |
| Ol’ Skool Company                                                    | Prince                                                  | MPLSound                                            | 7:30  | 2009 | Liedtext handelt von Prince’ Heimatstadt Minneapolis                                                                    |
| Old Friends 4 Sale                                                   | Prince                                                  | The Vault … Old Friends 4 Sale                      | 3:27  | 1999 | Gastmusiker: Clare Fischer                                                                                              |
| On the Couch                                                         | Prince                                                  | Musicology                                          | 3:33  | 2004 | Gastmusiker: Candy Dulfer und Maceo Parker                                                                              |
| The One                                                              | Prince                                                  | Indigo Nights                                       | 9:07  | 2008 | Liveversion |
| One Day We Will All B Free …                                         | Prince                                                  | Welcome 2 America                                   | 4:41  | 2021 | Prince schrieb den Song 2010                                                                                            |
| One Kiss at a Time                                                   | Prince                                                  | Emancipation                                        | 4:41  | 1996 | Prince spielte alle Instrumente selbst ein                                                                              |
| One Nite Alone …                                                     | Prince                                                  | One Nite Alone …                                    | 3:37  | 2002 | Liedtext handelt von einem One-Night-Stand                                                                              |
| One of Us                                                            | Eric M. Bazilian                                        | Emancipation                                        | 5:19  | 1996 | Originalversion auf Relish (1995) von Joan Osborne                                                                      |
| One of Your Tears                                                    | Prince                                                  | The Truth                                           | 3:27  | 1998 | Song ist von Prince nie live gespielt worden                                                                            |
| One Song                                                             | Prince                                                  | non-Album-Track                                     | 8:54  | 1999 | Download von Love-4-One-Another.com                                                                                     |
| The One U Wanna C                                                    | Prince                                                  | Planet Earth                                        | 4:29  | 2007 | Gastmusikerin: Lisa Coleman und Wendy Melvoin                                                                           |
| Open Book                                                            | Prince, Levi Seacer Jr., Martika                        | Diamonds and Pearls Deluxe                          | 4:59  | 2023 | Prince gab den Song 1993 an Jevetta Steele                                                                              |
| Orgasm                                                               | Prince                                                  | Come                                                | 1:39  | 1994 | Song auch unter dem Arbeitstitel Poem bekannt                                                                           |
| Osaka                                                                | Prince                                                  | C-Note                                              | 5:40  | 2003 | Liveversion, Download von NPG-Music-Club.com Soundcheck in Osaka am 28. November 2002                                   |
| The Other Side of the Pillow                                         | Prince                                                  | The Truth                                           | 3:20  | 1998 | Gastmusiker: Najee (Saxofonist)                                                                                         |
| Our Destiny / Roadhouse Garden                                       | Prince                                                  | Purple Rain Deluxe                                  | 6:25  | 2017 | Prince schrieb den Song 1984                                                                                            |
| P Control                                                            | Prince                                                  | The Gold Experience                                 | 5:59  | 1995 | Liedtext handelt von einer Frau mit Namen „Pussy“                                                                       |
| Pain                                                                 | Prince, D. Channsin Berry                               | Diamonds and Pearls Deluxe                          | 5:57  | 2023 | Prince gab den Song 1997 an Chaka Khan                                                                                  |
| Paisley Park                                                         | Prince                                                  | Around the World in a Day                           | 4:40  | 1985 | Single #28 |
| Papa                                                                 | Prince                                                  | Come                                                | 2:48  | 1994 | Liedtext handelt von Kindesmissbrauch                                                                                   |
| Partyman                                                             | Prince                                                  | Batman                                              | 3:11  | 1989 | Single #43 |
| Partyup                                                              | Prince                                                  | Dirty Mind                                          | 4:25  | 1980 | Liedtext ist ein Anti-Kriegs-Song                                                                                       |
| Peace                                                                | Prince                                                  | The Slaughterhouse                                  | 5:32  | 2004 | Download von NPG-Music-Club.com im Jahr 2001                                                                            |
| Peach                                                                | Prince                                                  | The Hits/The B-Sides                                | 3:48  | 1993 | Single #62 |
| Pearls b4 the Swine                                                  | Prince                                                  | One Nite Alone …                                    | 3:01  | 2002 | Liedtext handelt von enttäuschter Liebe                                                                                 |
| Pheromone                                                            | Prince                                                  | Come                                                | 5:08  | 1994 | Liedtext inspiriert von Carmen Electra                                                                                  |
| Pink Cashmere                                                        | Prince                                                  | The Hits/The B-Sides                                | 6:13  | 1993 | Single #61 |
| The Plan                                                             | Prince                                                  | Emancipation                                        | 1:47  | 1996 | 1997 auch auf Kamasutra erschienen                                                                                      |
| Planet Earth                                                         | Prince                                                  | Planet Earth                                        | 5:51  | 2007 | Liedtext handelt von Globale Erwärmung                                                                                  |
| Play in the Sunshine                                                 | Prince                                                  | Sign "☮" the Times                                  | 5:05  | 1987 | Backing Vocals: Susannah Melvoin                                                                                        |
| Plectrumelectrum                                                     | Prince & 3rdEyeGirl                                     | Plectrumelectrum                                    | 4:51  | 2014 | Instrumentalstück Originalversion auf Suites (2012) von Donna Grantis Electric Band                                     |
| Poom Poom                                                            | Prince                                                  | Crystal Ball                                        | 4:32  | 1998 | Prince spielte alle Instrumente selbst ein                                                                              |
| Poorgoo                                                              | Prince                                                  | non-Album-Track                                     | 4:24  | 1995 | Liveversion von VHS und Laserdisc The Undertaker Aufnahme stammt vom 14. Juni 1993 im Paisley Park Studio               |
| Pop Life                                                             | Prince                                                  | Around the World in a Day                           | 3:41  | 1985 | Single #29 |
| Pope                                                                 | Prince                                                  | The Hits/The B-Sides                                | 3:28  | 1993 | Backing Vocals: Mayte Garcia                                                                                            |
| Positivity                                                           | Prince                                                  | Lovesexy                                            | 7:17  | 1988 | Liedtext zuweilen spirituell angehaucht                                                                                 |
| Possessed (1982 Version)                                             | Prince                                                  | 1999 Super Deluxe                                   | 8:47  | 2019 | Prince’ Originalversion aus dem Jahr 1982 ohne Overdubs                                                                 |
| Possessed (1983 Version)                                             | Prince                                                  | Purple Rain Deluxe                                  | 7:56  | 2017 | Version stammt von 1984, nicht 1983                                                                                     |
| Power Fantastic                                                      | Prince                                                  | The Hits/The B-Sides                                | 4:45  | 1993 | Song spielte Prince mit The Revolution ein                                                                              |
| Power Fantastic (Live in Studio)                                     | Prince                                                  | Sign o’ the Times Super Deluxe                      | 7:18  | 2020 | Song besitzt zusätzliches Intro                                                                                         |
| Prettyman                                                            | Prince                                                  | Rave Un2 the Joy Fantastic                          | 4:24  | 1999 | Gastmusiker: Maceo Parker                                                                                               |
| Pretzelbodylogic                                                     | Prince & 3rdEyeGirl                                     | Plectrumelectrum                                    | 3:26  | 2014 | Single #88, Download-Single #6                                                                                          |
| Private Joy                                                          | Prince                                                  | Controversy                                         | 4:37  | 1981 | Liedtext inspiriert von Susan Moonsie                                                                                   |
| Promise to Be True                                                   | Prince                                                  | Sign o’ the Times Super Deluxe                      | 3:38  | 2020 | Ursprünglich für Vanity 6 geschrieben                                                                                   |
| Props N’ Pound                                                       | Prince                                                  | The Slaughterhouse                                  | 4:36  | 2004 | Download von NPG-Music-Club.com im Jahr 2001                                                                            |
| Purple and Gold                                                      | Prince                                                  | non-Album-Track                                     | 3:41  | 2010 | Download von Vikings.com                                                                                                |
| Purple House                                                         | Jimi Hendrix                                            | Power of Soul – A Tribute to Jimi Hendrix (Sampler) | 3:38  | 2004 | Originalversion von Jimi Hendrix heißt Red House                                                                        |
| Purple Medley                                                        | Prince                                                  | non-Album-Track                                     | 11:00 | 1995 | Single #66, Medley aus Prince-Hits                                                                                      |
| Purple Music                                                         | Prince                                                  | 1999 Super Deluxe                                   | 10:58 | 2019 | Liedtext besitzt eine Anti-Drogen-Message                                                                               |
| Purple Rain                                                          | Prince                                                  | Purple Rain                                         | 8:40  | 1984 | Single #24 |
| Purple Rain (Piano Version)                                          | Prince                                                  | Piano & A Microphone 1983                           | 1:26  | 2018 | Version stammt vom Oktober 1983                                                                                         |
| Push                                                                 | Prince, Rosie Gaines                                    | Diamonds and Pearls                                 | 5:53  | 1991 | Backing Vocals: Rosie Gaines                                                                                            |
| Q in Doubt                                                           | Prince                                                  | Cream-Maxi-Single                                   | 4:00  | 1991 | Instrumentalstück |
| The Question of U                                                    | Prince                                                  | Graffiti Bridge                                     | 3:59  | 1990 | Gastmusiker: Clare Fischer                                                                                              |
| Race                                                                 | Prince                                                  | Come                                                | 4:28  | 1994 | Liedtext handelt von Rassismus                                                                                          |
| Rainbow Children                                                     | Prince                                                  | The Rainbow Children                                | 10:03 | 2001 | Liedtext mit Bezug auf Neue-Welt-Übersetzung der Heiligen Schrift                                                       |
| Raspberry Beret                                                      | Prince                                                  | Around the World in a Day                           | 3:31  | 1985 | Single #27 |
| Rave Un2 the Joy Fantastic                                           | Prince                                                  | Rave Un2 the Joy Fantastic                          | 4:19  | 1999 | Prince schrieb den Song 1988                                                                                            |
| Rearrange                                                            | Prince                                                  | 1999 Super Deluxe                                   | 6:11  | 2019 | Prince schrieb den Song 1981                                                                                            |
| Rebirth of the Flesh (with Original Outro)                           | Prince                                                  | Sign o’ the Times Super Deluxe                      | 5:28  | 2020 | Ursprünglich für Camille geplant                                                                                        |
| Reflection                                                           | Prince                                                  | Musicology                                          | 3:04  | 2004 | Liedtext zum Teil autobiografisch                                                                                       |
| Release It                                                           | Prince (M und T), Levi Seacer Jr. (M)                   | Graffiti Bridge                                     | 3:54  | 1990 | Gastsänger: The Time |
| Resolution                                                           | Prince                                                  | Planet Earth                                        | 3:40  | 2007 | Liedtext handelt von Frieden                                                                                            |
| The Rest of My Life                                                  | Prince                                                  | The Vault … Old Friends 4 Sale                      | 1:40  | 1999 | Ursprünglich für Soundtrack I’ll Do Anything (1992) geplant                                                             |
| Revelation                                                           | Prince                                                  | HITnRUN Phase Two                                   | 5:21  | 2015 | Gastmusiker: Schlagzeuger John Blackwell                                                                                |
| Rich Friends                                                         | Prince                                                  | non-Album-Track                                     | 5:22  | 2010 | Download von KTU.com |
| The Ride                                                             | Prince                                                  | Crystal Ball                                        | 5:13  | 1998 | Liveversion, Prince schrieb den Song 1993                                                                               |
| Right Back Here in My Arms                                           | Prince                                                  | Emancipation                                        | 4:43  | 1996 | Prince spielte alle Instrumente selbst ein                                                                              |
| Right the Wrong                                                      | Prince                                                  | Chaos and Disorder                                  | 4:39  | 1996 | Liedtext kritisiert schlechte Behandlung von Indianer                                                                   |
| Ripopgodazippa                                                       | Prince                                                  | Crystal Ball                                        | 4:39  | 1998 | Ursprünglich für The Gold Experience geplant                                                                            |
| Rock ‘N’ Roll Is Alive! (And it Lives in Minneapolis)                | Prince                                                  | non-Album-Track                                     | 4:34  | 1995 | Single #97 (postum), 2019 veröffentlicht B-Seite der Single Gold (1995)                                                 |
| Rock Steady                                                          | Aretha Franklin                                         | Indigo Nights                                       | 6:36  | 2008 | Liveversion mit Beverley Knight, Originalversion auf Young, Gifted and Black (1972) von Aretha Franklin                 |
| Rockhard in a Funky Place                                            | Prince                                                  | Black Album                                         | 4:31  | 1994 | Ursprünglich für Camille geplant                                                                                        |
| Rocknroll Loveaffair                                                 | Prince                                                  | HITnRUN Phase Two                                   | 4:01  | 2015 | Single #84, 2012 veröffentlicht                                                                                         |
| Ronnie, Talk to Russia                                               | Prince                                                  | Controversy                                         | 1:51  | 1981 | Liedtext handelt von Ronald Reagan                                                                                      |
| Round and Round                                                      | Prince                                                  | Graffiti Bridge                                     | 3:55  | 1990 | Hauptgesang von Tevin Campbell                                                                                          |
| Running Game (Son of a Slave Master)                                 | Prince                                                  | Welcome 2 America                                   | 4:05  | 2021 | Prince schrieb den Song 2010                                                                                            |
| S.S.T (Sade’s Sweetest Taboo)                                        | Prince                                                  | non-Album-Track                                     | 3:40  | 2005 | Single #76 |
| S&M Groove                                                           | Prince                                                  | The Slaughterhouse                                  | 5:07  | 2004 | Download von Love-4-One-Another.com (1997) Ursprünglich für Newpower Soul geplant                                       |
| The Sacrifice of Victor                                              | Prince                                                  | Love Symbol                                         | 5:41  | 1992 | Liedtext zum Teil autobiografisch                                                                                       |
| The Same December                                                    | Prince                                                  | Chaos and Disorder                                  | 3:24  | 1996 | Liedtext handelt von kryptischer Theologie                                                                              |
| Same Page Different Book                                             | Prince, Shelby J.                                       | Welcome 2 America                                   | 4:42  | 2021 | Prince schrieb den Song 2010, 2013 als Download erschienen                                                              |
| Sarah                                                                | Prince                                                  | The Vault … Old Friends 4 Sale                      | 2:53  | 1999 | Nicht bekannt, ob „Sarah“ eine fiktive oder reale Person ist                                                            |
| Satisfied                                                            | Prince                                                  | 3121                                                | 2:50  | 2006 | Gastmusiker: Candy Dulfer und Maceo Parker                                                                              |
| Saviour                                                              | Prince                                                  | Emancipation                                        | 5:48  | 1996 | Liedtext mit Bezug auf Mayte Garcia                                                                                     |
| Scandalous                                                           | Prince, John L. Nelson                                  | Batman                                              | 6:15  | 1989 | Single #45 |
| The Scandalous Sex Suite                                             | Prince (M und T), John L. Nelson (M)                    | The Scandalous Sex Suite (EP)                       | 19:17 | 1989 | Gastsängerin: Kim Basinger                                                                                              |
| Scarlet Pussy                                                        | Prince                                                  | non-Album-Track                                     | 6:09  | 1988 | B-Seite von I Wish U Heaven (Part 1, 2 & 3), Gastsängerin: Sheila E.                                                    |
| Schoolyard                                                           | Prince                                                  | Diamonds and Pearls Deluxe                          | 7:10  | 2023 | Prince schrieb den Song 1990                                                                                            |
| Screwdriver                                                          | Prince                                                  | HITnRUN Phase Two                                   | 4:14  | 2015 | Single #85, Download-Single #3 (2013 veröffentlicht)                                                                    |
| Sea of Everything                                                    | Prince                                                  | 20Ten                                               | 3:49  | 2010 | Prince spielte alle Instrumente selbst ein                                                                              |
| The Sensual Everafter                                                | Prince                                                  | The Rainbow Children                                | 2:57  | 2001 | Song besitzt Elemente aus dem Genre Lounge-Musik                                                                        |
| Sex (“The 80’s are over and the time has come 4 monogamy and trust”) | Prince (M und T), Levi Seacer Jr. (M)                   | The Scandalous Sex Suite (EP)                       | 6:57  | 1989 | Loïs Lane nahm 1992 eine Coverversion auf                                                                               |
| Sex in the Summer                                                    | Prince                                                  | Emancipation                                        | 5:57  | 1996 | Song besitzt Ultraschall-Herzfrequenz von Prince’ ungeborenem Sohn                                                      |
| Sex Shooter                                                          | Prince                                                  | Originals                                           | 3:06  | 2019 | Prince gab den Song 1984 an Apollonia 6                                                                                 |
| Sexme?sexmenot                                                       | Prince                                                  | The Chocolate Invasion                              | 5:40  | 2004 | Download von NPG-Music-Club.com im Jahr 2001                                                                            |
| Sexual Suicide                                                       | Prince                                                  | Crystal Ball                                        | 3:39  | 1998 | Ursprünglich für Dream Factory (1986) geplant                                                                           |
| Sexuality                                                            | Prince                                                  | Controversy                                         | 4:21  | 1981 | Single #14 |
| Sexy Dancer                                                          | Prince                                                  | Prince                                              | 4:17  | 1979 | Single #06 |
| Sexy M.F.                                                            | Prince (M und T), Levi Seacer Jr. (M), Tony Mosley (M)  | Love Symbol                                         | 5:25  | 1992 | Single #56 |
| Shake!                                                               | Prince, Morris Day                                      | Graffiti Bridge                                     | 4:01  | 1990 | Hauptgesang von The Time                                                                                                |
| She Gave Her Angels                                                  | Prince                                                  | Crystal Ball                                        | 3:52  | 1998 | Ursprünglich für unveröffentlichtes Album Happy Tears (1996)                                                            |
| She Loves Me 4 Me                                                    | Prince                                                  | The Rainbow Children                                | 2:49  | 2001 | Gastmusiker: Schlagzeuger John Blackwell                                                                                |
| She Spoke 2 Me                                                       | Prince                                                  | Girl 6                                              | 4:19  | 1996 | 1999 als Remix auf The Vault … Old Friends 4 Sale                                                                       |
| She’s Always in My Hair                                              | Prince                                                  | Ultimate                                            | 6:32  | 1985 | B-Seite von Raspberry Beret (New Mix), Liedtext inspiriert von Jill Jones                                               |
| Shhh                                                                 | Prince                                                  | The Gold Experience                                 | 7:17  | 1995 | Liedtext handelt von Sex                                                                                                |
| Shockadelica                                                         | Prince                                                  | Sign o’ the Times Super Deluxe                      | 6:12  | 1987 | Ursprünglich für Camille geplant B-Seite von If I Was Your Girlfriend (Extended Version)                                |
| Shut This Down                                                       | Prince                                                  | HITnRUN Phase One                                   | 3:03  | 2015 | Prince spielte alle Instrumente selbst ein                                                                              |
| Shy                                                                  | Prince                                                  | The Gold Experience                                 | 5:03  | 1995 | Song besitzt Elemente aus dem Genre Folk-Rock                                                                           |
| Sign "☮" the Times                                                   | Prince                                                  | Sign "☮" the Times                                  | 4:56  | 1987 | Single #35 |
| Silicon                                                              | Prince                                                  | The Slaughterhouse                                  | 4:47  | 2004 | Download von NPG-Music-Club.com im Jahr 2001                                                                            |
| Silly Game                                                           | Prince                                                  | Rave Un2 the Joy Fantastic                          | 3:30  | 1999 | Gastmusiker: Clare Fischer                                                                                              |
| Silver Tongue                                                        | Prince, Nikka Costa                                     | non-Album-Track                                     | 4:55  | 2004 | Download von NPG-Music-Club.com                                                                                         |
| Sister                                                               | Prince                                                  | Dirty Mind                                          | 1:31  | 1980 | Liedtext handelt von Inzest                                                                                             |
| Skip to My you My Darling                                            | Prince, Jevetta Steele, Levi Seacer Jr.                 | Diamonds and Pearls Deluxe                          | 3:57  | 2023 | Prince gab den Song 1991 an Jevetta Steele                                                                              |
| Slave                                                                | Prince                                                  | Emancipation                                        | 4:51  | 1996 | Liedtext mit Bezug auf Streit mit Warner Bros. Records                                                                  |
| Sleep Around                                                         | Prince                                                  | Emancipation                                        | 7:42  | 1996 | Enthält Samples von Squib Cakes (1974) von Tower of Power                                                               |
| Slow Love                                                            | Prince (M und T), Carole Davis (T)                      | Sign "☮" the Times                                  | 4:22  | 1987 | Liedtext inspiriert von Carole Davis                                                                                    |
| So Blue                                                              | Prince                                                  | For You                                             | 4:27  | 1978 | Liedtext handelt von lebenslanger Hingabe                                                                               |
| So Far, So Pleased                                                   | Prince                                                  | Rave Un2 the Joy Fantastic                          | 3:24  | 1999 | Gastsängerin: Gwen Stefani                                                                                              |
| Soft and Wet                                                         | Prince (M und T), Chris Moon (T)                        | For You                                             | 3:02  | 1978 | Single #01 |
| Solo                                                                 | Prince (M und T), David Henry Hwang (M)                 | Come                                                | 3:48  | 1994 | A-Cappela-Song |
| Somebody’s Somebody                                                  | Prince, Brenda Lee Eager, Hilliard Wilson               | Emancipation                                        | 4:43  | 1996 | Prince spielte alle Instrumente selbst ein                                                                              |
| Something Funky (This House Comes) (Band Version                     | Prince, Tony Mosley                                     | Diamonds and Pearls Deluxe                          | 7:04  | 2023 | Ursprünglich für Diamonds and Pearls geplant                                                                            |
| Something in the Water (Does Not Compute)                            | Prince                                                  | 1999                                                | 4:01  | 1982 | B-Seite der Single Automatic                                                                                            |
| Something in the Water (Does Not Compute) (Original Version)         | Prince                                                  | 1999 Super Deluxe                                   | 3:59  | 2019 | Song besitzt Klavierspiel                                                                                               |
| Sometimes It Snows in April                                          | Prince (T), Lisa Coleman (M), Wendy Melvoin (M)         | Parade                                              | 6:48  | 1986 | Song besitzt kein Schlagzeug                                                                                            |
| Somewhere Here on Earth                                              | Prince                                                  | Planet Earth                                        | 5:45  | 2007 | Musikvideo wurde auf der Karlsbrücke gedreht                                                                            |
| The Song of the Heart                                                | Prince                                                  | Happy Feet (Soundtrack)                             | 4:35  | 2006 | Prince spielte alle Instrumente selbst ein                                                                              |
| Soul Psychodelicide                                                  | Prince                                                  | Sign o’ the Times Super Deluxe                      | 12:36 | 2020 | Prince schrieb den Song 1986                                                                                            |
| Soul Sanctuary                                                       | Prince, Sandra St. Victor                               | Emancipation                                        | 4:41  | 1996 | Prince spielte alle Instrumente selbst ein                                                                              |
| South                                                                | Prince                                                  | N.E.W.S                                             | 14:00 | 2003 | Instrumentalstück |
| Space                                                                | Prince                                                  | Come                                                | 4:27  | 1994 | Single #65 |
| Spirit                                                               | Prince, Frankie Sposato, Levi Seacer Jr., Martika       | Diamonds and Pearls Deluxe                          | 4:32  | 2023 | Prince gab den Song 1991 an Martika                                                                                     |
| Splash                                                               | Prince                                                  | non-Album-Track                                     | 4:03  | 2001 | Download von NPG-Music-Club.com Prince schrieb den Song 1985                                                            |
| Stand Up and B Strong                                                | Dave Pirner                                             | Welcome 2 America                                   | 5:18  | 2021 | Prince schrieb den Song 2010                                                                                            |
| Standing at the Altar                                                | Prince                                                  | Diamonds and Pearls Deluxe                          | 4:48  | 2023 | Prince gab den Song 1994 an Margie Cox (* 21. November 1969)                                                            |
| Stare                                                                | Prince                                                  | HITnRUN Phase Two                                   | 3:45  | 2015 | Enthält Samples von Kiss                                                                                                |
| Starfish and Coffee                                                  | Prince (M und T), Susannah Melvoin (T)                  | Sign "☮" the Times                                  | 2:50  | 1987 | Liedtext inspiriert von Klassenkameradin von Susannah Melvoin                                                           |
| Sticky Like Glue                                                     | Prince                                                  | 20Ten                                               | 4:46  | 2010 | Prince spielte alle Instrumente selbst ein                                                                              |
| Still Waiting                                                        | Prince                                                  | Prince                                              | 4:12  | 1979 | Single #05 |
| Still Would Stand All Time                                           | Prince                                                  | Graffiti Bridge                                     | 5:23  | 1990 | Ursprünglich für Batman geplant                                                                                         |
| Stopthistrain                                                        | Prince & 3rdEyeGirl                                     | Plectrumelectrum                                    | 3:40  | 2014 | Hauptgesang von Hannah Ford                                                                                             |
| Strange but True                                                     | Prince                                                  | Rave Un2 the Joy Fantastic                          | 4:12  | 1999 | Prince spielte alle Instrumente selbst ein                                                                              |
| Strange Relationship                                                 | Prince                                                  | Sign "☮" the Times                                  | 4:01  | 1987 | Ursprünglich für Camille geplant                                                                                        |
| Strange Relationship (Original Version)                              | Prince                                                  | Sign o’ the Times Super Deluxe                      | 6:41  | 2020 | Version stammt vom März 1983                                                                                            |
| Strange Relationship (Piano Version)                                 | Prince                                                  | Piano & A Microphone 1983                           | 2:38  | 2018 | Version stammt vom Oktober 1983                                                                                         |
| Strays of the World                                                  | Prince                                                  | Crystal Ball                                        | 5:07  | 1998 | Ursprünglich für Come geplant                                                                                           |
| Streetwalker                                                         | Prince, Rosie Gaines                                    | Diamonds and Pearls Deluxe                          | 4:48  | 2023 | Liedtext handelt von einer Prostituierten                                                                               |
| Strollin’                                                            | Prince                                                  | Diamonds and Pearls                                 | 3:47  | 1991 | B-Seite der Single Sexy M.F.                                                                                            |
| Style                                                                | Prince                                                  | Emancipation                                        | 6:40  | 1996 | Enthält Samples von Atomic Dog (1982) von George Clinton                                                                |
| The Sun, the Moon and Stars                                          | Prince                                                  | Rave Un2 the Joy Fantastic                          | 5:15  | 1999 | Gastmusiker: Clare Fischer                                                                                              |
| Supercute                                                            | Prince                                                  | The Chocolate Invasion                              | 4:13  | 2004 | Ursprünglich für unveröffentlichtes Album High (2000) 2001 Doppel-A-Seite mit Underneath the Cream                      |
| Superfunkycalifragisexy                                              | Prince                                                  | Black Album                                         | 5:55  | 1994 | Songtitel inspiriert von Supercalifragilisticexpialigetisch                                                             |
| Sweet Baby                                                           | Prince                                                  | Love Symbol                                         | 4:01  | 1992 | Ursprünglich als Singleauskopplung geplant                                                                              |
| The Sweeter She Is (Originalversion heißt The Sweeter He Is)         | The Soul Children                                       | non-Album-Track                                     | 7:29  | 2013 | Liveversion (Rehearsal), Download von DrFunkenberry.com, Originalversion auf Soul Children (1968) von The Soul Children |
| Take Me with U                                                       | Prince                                                  | Purple Rain                                         | 3:53  | 1984 | Single #26, Duett mit Apollonia Kotero                                                                                  |
| Tamborine                                                            | Prince                                                  | Around the World in a Day                           | 2:46  | 1985 | Prince spielte alle Instrumente selbst ein                                                                              |
| Tangerine                                                            | Prince                                                  | Rave Un2 the Joy Fantastic                          | 1:31  | 1999 | Längere Version auf Rave In2 the Joy Fantastic                                                                          |
| Te Amo Corazón                                                       | Prince                                                  | 3121                                                | 3:34  | 2005 | Single #77 |
| Teacher, Teacher                                                     | Prince                                                  | 1999 Super Deluxe                                   | 3:36  | 2019 | Prince schrieb den Song 1982                                                                                            |
| Teacher, Teacher (1985 Version)                                      | Prince                                                  | Sign o’ the Times Super Deluxe                      | 3:07  | 2020 | Überarbeitete Version aus dem Jahr 1985                                                                                 |
| Tell Me How U Wanna Be Done                                          | Prince                                                  | Crystal Ball                                        | 3:15  | 1998 | Gastsängerin: Carmen Electra                                                                                            |
| Temptation                                                           | Prince                                                  | Around the World in a Day                           | 8:18  | 1985 | Liedtext simuliert unter anderem Unterhaltung mit Gott                                                                  |
| That Girl Thang                                                      | Prince                                                  | non-Album-Track                                     | 3:32  | 2013 | Download von 3rdEyeGirl.com                                                                                             |
| There Is Lonely                                                      | Prince                                                  | The Vault … Old Friends 4 Sale                      | 2:29  | 1999 | Ursprünglich für Soundtrack I’ll Do Anything (1992) geplant                                                             |
| (There’ll Never B) Another Like Me                                   | Prince                                                  | MPLSound                                            | 6:01  | 2009 | Prince spielte alle Instrumente selbst ein                                                                              |
| There’s Something I Like About Being Your Fool                       | Prince                                                  | Sign o’ the Times Super Deluxe                      | 3:48  | 2020 | Prince schrieb den Song 1981                                                                                            |
| Thieves in the Temple                                                | Prince                                                  | Graffiti Bridge                                     | 3:20  | 1990 | Single #47 |
| Things Have Gotta Change (Tony M. Rap)                               | Prince                                                  | Cream-Maxi-Single                                   | 3:58  | 1991 | Musik ähnelt 2 the Wire (Creamy Instrumental)                                                                           |
| This Could B Us (Remix)                                              | Prince                                                  | HITnRUN Phase One                                   | 4:10  | 2015 | Single #93, Download-Single #11                                                                                         |
| This Could Be Us                                                     | Prince                                                  | Art Official Age                                    | 5:12  | 2014 | Remix-Version auf HITnRUN Phase One vorhanden                                                                           |
| Thunder                                                              | Prince                                                  | Diamonds and Pearls                                 | 5:46  | 1991 | Single #55 |
| Thunder Ballet                                                       | Prince                                                  | Diamonds and Pearls Deluxe                          | 10:56 | 2023 | Song basiert auf Thunder (1991)                                                                                         |
| Tick, Tick, Bang                                                     | Prince                                                  | Graffiti Bridge                                     | 3:31  | 1990 | Enthält Samples von Little Miss Lover (1967) von Jimi Hendrix                                                           |
| Tictactoe                                                            | Prince & 3rdEyeGirl                                     | Plectrumelectrum                                    | 3:38  | 2014 | Liedtext mit Bezug auf Tic-Tac-Toe                                                                                      |
| Time                                                                 | Prince                                                  | Art Official Age                                    | 6:49  | 2014 | Backing Vocals: Andy Allo                                                                                               |
| Tip O’ My Tongue                                                     | Prince, Kirk Johnson                                    | Diamonds and Pearls Deluxe                          | 4:08  | 2023 | Prince gab den Song 1992 an El DeBarge                                                                                  |
| Tokyo                                                                | Prince                                                  | C-Note                                              | 5:05  | 2003 | Liveversion, Download von NPG-Music-Club.com Soundcheck in Tokio am 18. November 2002                                   |
| Train                                                                | Prince                                                  | Sign o’ the Times Super Deluxe                      | 4:22  | 2020 | Prince gab den Song 1989 an Mavis Staples                                                                               |
| Trouble                                                              | Prince, Rosie Gaines                                    | Diamonds and Pearls Deluxe                          | 5:36  | 2023 | 2015 als T.R.O.U.B.L.E auf Kompilation Essential Rosie erschienen                                                       |
| Trust                                                                | Prince                                                  | Batman                                              | 4:23  | 1989 | Song ist im Film Batman zu hören                                                                                        |
| The Truth                                                            | Prince                                                  | The Truth                                           | 3:33  | 1998 | Prince spielte alle Instrumente selbst ein                                                                              |
| Turn It Up                                                           | Prince                                                  | 1999 Super Deluxe                                   | 5:23  | 2019 | Prince schrieb den Song 1982                                                                                            |
| U Got the Look                                                       | Prince                                                  | Sign "☮" the Times                                  | 3:46  | 1987 | Single #37, Duett mit Sheena Easton                                                                                     |
| U Know                                                               | Prince                                                  | Art Official Age                                    | 3:56  | 2014 | Gastrapperin: Mila J |
| U Make My Sun Shine                                                  | Prince                                                  | The Chocolate Invasion                              | 7:05  | 2004 | Single #73, Duett mit Angie Stone Ursprünglich für unveröffentlichtes Album High (2000)                                 |
| U Want Me                                                            | Prince                                                  | non-Album-Track                                     | 5:26  | 2003 | Liveversion von DVD Live at the Aladdin Las Vegas                                                                       |
| U’re Gonna C Me                                                      | Prince                                                  | One Nite Alone …                                    | 5:16  | 2002 | Liedtext handelt von einer Ex-Geliebten                                                                                 |
| U’re Gonna C Me                                                      | Prince                                                  | MPLSound                                            | 4:36  | 2009 | Überarbeitete Version von der aus 2002                                                                                  |
| U’re Still the One (Duett mit Marva King)                            | Shania Twain, Robert Lange                              | non-Album-Track                                     | 3:10  | 1999 | Download von Love-4-One-Another.com Originalversion auf Come On Over (1997) von Shania Twain                            |
| Under the Cherry Moon                                                | Prince, John L. Nelson                                  | Parade                                              | 2:57  | 1986 | B-Seite der Single Girls & Boys                                                                                         |
| Underneath the Cream                                                 | Prince                                                  | The Chocolate Invasion                              | 3:59  | 2004 | Ursprünglich für unveröffentlichtes Album High (2000) 2001 Doppel-A-Seite mit Supercute                                 |
| The Undertaker                                                       | Prince                                                  | non-Album-Track                                     | 9:44  | 1995 | Liveversion von VHS und Laserdisc The Undertaker Aufnahme stammt vom 14. Juni 1993 im Paisley Park Studio               |
| Undisputed                                                           | Prince, Chuck D                                         | Rave Un2 the Joy Fantastic                          | 4:20  | 1999 | Gastrapper: Chuck D |
| United States of Division                                            | Prince                                                  | non-Album-Track                                     | 6:18  | 2024 | Single #109 (postum), ursprünglich Download von NPG-Music-Club.com (2004)                                               |
| Uptown                                                               | Prince                                                  | Dirty Mind                                          | 5:32  | 1980 | Single #07 |
| Vagina                                                               | Prince                                                  | 1999 Super Deluxe                                   | 3:28  | 2019 | Prince schrieb den Song 1981                                                                                            |
| Valentina                                                            | Prince                                                  | MPLSound                                            | 3:59  | 2009 | Liedtext handelt von der Tochter von Salma Hayek                                                                        |
| Van Gogh                                                             | Prince                                                  | non-Album-Track                                     | 5:59  | 2001 | Download von NPG-Music-Club.com Ursprünglich von Sandra St. Victor als Love Is (1995) aufgenommen                       |
| Vavoom                                                               | Prince                                                  | The Chocolate Invasion                              | 4:35  | 2004 | Download von NPG-Music-Club.com im Jahr 2001                                                                            |
| Velvet Kitty Cat                                                     | Prince                                                  | Purple Rain Deluxe                                  | 2:42  | 2017 | Ursprünglich für Ice Cream Castle (1984) von The Time                                                                   |
| Venus de Milo                                                        | Prince                                                  | Parade                                              | 1:52  | 1986 | Instrumentalstück |
| Vicki Waiting                                                        | Prince                                                  | Batman                                              | 4:52  | 1989 | Liedtext inspiriert von Anna Fantastic, Prince’ damalige Freundin                                                       |
| Violet the Organ Grinder                                             | Prince                                                  | Gett Off-Maxi-Single                                | 5:05  | 1991 | Liedtext trägt Prince im Sprechgesang vor                                                                               |
| Visions                                                              | Prince                                                  | Sign o’ the Times Super Deluxe                      | 2:18  | 2020 | Instrumentalstück |
| The Voice                                                            | Prince, Francis Jules, Rosie Gaines                     | Diamonds and Pearls Deluxe                          | 4:42  | 2023 | Prince gab den Song 1993 an Mavis Staples                                                                               |
| Walk Don’t Walk                                                      | Prince                                                  | Diamonds and Pearls                                 | 3:07  | 1991 | Prince nahm den Song in den Olympic Studios auf                                                                         |
| Walk in Sand                                                         | Prince                                                  | 20Ten                                               | 3:29  | 2010 | Prince spielte alle Instrumente selbst ein                                                                              |
| Walkin’ in Glory                                                     | Prince                                                  | Sign o’ the Times Super Deluxe                      | 5:14  | 2020 | Prince schrieb den Song 1986                                                                                            |
| Wall of Berlin                                                       | Prince                                                  | Lotusflow3r                                         | 4:16  | 2009 | Liedtext handelt nicht von Berliner Mauer                                                                               |
| Wally                                                                | Prince                                                  | Sign o’ the Times Super Deluxe                      | 4:44  | 2020 | Liedtext mit Bezug auf Prince’ Bodyguard und Tänzer Wally Safford (* 1959; † 2022)                                      |
| Way Back Home                                                        | Prince                                                  | Art Official Age                                    | 3:05  | 2014 | Gastsängerin: Lianne La Havas                                                                                           |
| We Can F**k                                                          | Prince                                                  | Purple Rain Deluxe                                  | 10:17 | 2017 | Prince’ Originalversion von We Can Funk aus dem Jahr 1983                                                               |
| We Can Funk                                                          | Prince                                                  | Graffiti Bridge                                     | 5:28  | 1990 | Gastsänger: George Clinton                                                                                              |
| We Do This                                                           | Prince                                                  | One Nite Alone … Live!                              | 4:41  | 2002 | Gastsänger: George Clinton                                                                                              |
| We Gets Up                                                           | Prince                                                  | Emancipation                                        | 4:18  | 1996 | Liedtext inspiriert von Michael Jordan                                                                                  |
| We March                                                             | Prince (M und T), Nona Gaye (M)                         | The Gold Experience                                 | 4:49  | 1995 | Liedtext handelt von Rassismus                                                                                          |
| Wedding Feast                                                        | Prince                                                  | The Rainbow Children                                | 0:54  | 2001 | A-Cappela-Song |
| Wednesday (Piano Version)                                            | Prince                                                  | Piano & A Microphone 1983                           | 1:59  | 2018 | Ursprünglich für Purple Rain geplant                                                                                    |
| Welcome 2 America                                                    | Prince                                                  | Welcome 2 America                                   | 5:23  | 2021 | Single #102 (postum), Prince schrieb den Song 2010                                                                      |
| Welcome 2 the Dawn (Acoustic Version)                                | Prince                                                  | The Truth                                           | 3:17  | 1998 | Prince spielte alle Instrumente selbst ein                                                                              |
| West                                                                 | Prince                                                  | N.E.W.S                                             | 14:00 | 2003 | Instrumentalstück |
| What Do U Want Me 2 Do?                                              | Prince                                                  | Musicology                                          | 4:15  | 2004 | Prince spielte alle Instrumente selbst ein                                                                              |
| What If                                                              | Nichole Nordeman                                        | non-Album-Track                                     | 4:51  | 2015 | Originalversion auf Brave (2005) von Nichole Nordeman                                                                   |
| What It Feels Like                                                   | Prince                                                  | Art Official Age                                    | 3:53  | 2014 | Backing Vocals: Andy Allo                                                                                               |
| What’s My Name                                                       | Prince                                                  | Crystal Ball                                        | 3:03  | 1998 | Liedtext mit Bezug auf Streit mit Warner Bros. Records                                                                  |
| When 2 R in Love                                                     | Prince                                                  | Lovesexy                                            | 4:01  | 1988 | 1994 auch auf Black Album erschienen                                                                                    |
| When Doves Cry                                                       | Prince                                                  | Purple Rain                                         | 5:51  | 1984 | Single #22 |
| When Eye Lay My Hands On U                                           | Prince                                                  | The Chocolate Invasion                              | 3:41  | 2004 | Ursprünglich für unveröffentlichtes Album High (2000) 2001 Download von NPG-Music-Club.com                              |
| When She Comes                                                       | Prince                                                  | HITnRUN Phase Two                                   | 3:45  | 2015 | Version stammt von 2014                                                                                                 |
| When She Comes                                                       | Prince                                                  | Welcome 2 America                                   | 4:46  | 2021 | Prince schrieb den Song 2010                                                                                            |
| When the Dawn of the Morning Comes                                   | Prince                                                  | Sign o’ the Times Super Deluxe                      | 6:16  | 2020 | Prince schrieb den Song 1986                                                                                            |
| When the Lights Go Down                                              | Prince                                                  | The Vault … Old Friends 4 Sale                      | 7:11  | 1999 | Song besitzt Elemente aus dem Genre Jazz                                                                                |
| When We’re Dancing Close and Slow                                    | Prince                                                  | Prince                                              | 5:22  | 1979 | Prince spielte alle Instrumente selbst ein                                                                              |
| When Will We B Paid?                                                 | Randall Stewart                                         | non-Album-Track                                     | 4:07  | 2001 | Ursprünglich für unveröffentlichtes Album High (2000), Originalversion auf We’ll Get Over (1970) von The Staple Singers |
| When You Were Mine                                                   | Prince                                                  | Dirty Mind                                          | 3:43  | 1980 | Liedtext handelt von enttäuschter Liebe                                                                                 |
| Wherever U Go, Whatever U Do                                         | Prince                                                  | Rave Un2 the Joy Fantastic                          | 3:17  | 1999 | Prince spielte alle Instrumente selbst ein                                                                              |
| White Mansion                                                        | Prince                                                  | Emancipation                                        | 4:47  | 1996 | Prince spielte alle Instrumente selbst ein                                                                              |
| Whitecaps                                                            | Prince & 3rdEyeGirl                                     | Plectrumelectrum                                    | 3:42  | 2014 | Hauptgesang von Hannah Ford                                                                                             |
| Whole Lotta Love                                                     | Jimmy Page, John Bonham, John Paul Jones, Robert Plant  | Indigo Nights                                       | 4:41  | 2008 | Live-Instrumentalstück Originalversion auf Led Zeppelin II (1969) von Led Zeppelin                                      |
| Why the Butterflies (Piano Version)                                  | Prince                                                  | Piano & A Microphone 1983                           | 6:26  | 2018 | Prince schrieb den Song 1983                                                                                            |
| Why You Wanna Treat Me So Bad?                                       | Prince                                                  | Prince                                              | 3:48  | 1979 | Single #04 |
| Willing and Able                                                     | Prince, Levi Seacer Jr., Tony Mosley                    | Diamonds and Pearls                                 | 5:00  | 1991 | Backing Vocals: The Steeles                                                                                             |
| With You                                                             | Prince                                                  | Prince                                              | 3:59  | 1979 | Prince spielte alle Instrumente selbst ein                                                                              |
| Witness 4 the Prosecution (Version 1)                                | Prince                                                  | Sign o’ the Times Super Deluxe                      | 3:59  | 2020 | Single #101 (postum) |
| Witness 4 the Prosecution (Version 2)                                | Prince                                                  | Sign o’ the Times Super Deluxe                      | 5:02  | 2020 | Überarbeitete Version vom Oktober 1986                                                                                  |
| Wonderful Ass                                                        | Prince                                                  | Purple Rain Deluxe                                  | 6:24  | 2017 | Liedtext inspiriert von Vanity                                                                                          |
| Wonderful Day (Original Version)                                     | Prince                                                  | Sign o’ the Times Super Deluxe                      | 3:47  | 2020 | Prince schrieb den Song 1986                                                                                            |
| The Word                                                             | Prince                                                  | 3121                                                | 4:11  | 2006 | Prince spielte alle Instrumente selbst ein                                                                              |
| The Work Pt. 1                                                       | Prince                                                  | The Rainbow Children                                | 4:28  | 2001 | Song erinnert an James-Brown-Stücke                                                                                     |
| Work That Fat                                                        | Prince                                                  | Diamonds and Pearls Deluxe                          | 4:35  | 2023 | Song basiert auf Martika’s Kitchen                                                                                      |
| Wouldn’t You Love to Love Me?                                        | Prince                                                  | Originals                                           | 5:56  | 2019 | Prince gab den Song 1987 an Taja Sevelle                                                                                |
| Wow                                                                  | Prince & 3rdEyeGirl                                     | Plectrumelectrum                                    | 4:27  | 2014 | Liv Warfield singt den Song unter Titel The Unexpected                                                                  |
| X’s Face                                                             | Prince                                                  | HITnRUN Phase One                                   | 2:38  | 2015 | Song auch unter The X’s Face bekannt                                                                                    |
| Xcogiate                                                             | Prince                                                  | Xpectation                                          | 3:33  | 2003 | Gastmusikerin: Vanessa-Mae, Download von NPG-Music-Club.com                                                             |
| Xemplify                                                             | Prince                                                  | Xpectation                                          | 5:53  | 2003 | Gastmusikerin: Vanessa-Mae, Download von NPG-Music-Club.com                                                             |
| Xenophobia                                                           | Prince                                                  | One Nite Alone … Live!                              | 12:39 | 2002 | Liedtext mit Bezug auf Terroranschläge am 11. September 2001                                                            |
| Xhalation                                                            | Prince                                                  | Xpectation                                          | 2:03  | 2003 | Gastmusikerin: Vanessa-Mae, Download von NPG-Music-Club.com                                                             |
| Xogenous                                                             | Prince                                                  | Xpectation                                          | 4:12  | 2003 | Gastmusikerin: Vanessa-Mae, Download von NPG-Music-Club.com                                                             |
| Xosphere                                                             | Prince                                                  | Xpectation                                          | 3:34  | 2003 | Gastmusikerin: Vanessa-Mae, Download von NPG-Music-Club.com                                                             |
| Xotica                                                               | Prince                                                  | Xpectation                                          | 3:05  | 2003 | Gastmusikerin: Candy Dulfer, Download von NPG-Music-Club.com                                                            |
| Xpand                                                                | Prince                                                  | Xpectation                                          | 6:10  | 2003 | Gastmusikerin: Candy Dulfer, Download von NPG-Music-Club.com                                                            |
| Xpectation                                                           | Prince                                                  | Xpectation                                          | 4:01  | 2003 | Gastmusikerin: Vanessa-Mae, Download von NPG-Music-Club.com                                                             |
| Xpedition                                                            | Prince                                                  | Xpectation                                          | 8:23  | 2003 | Gastmusikerin: Vanessa-Mae, Download von NPG-Music-Club.com                                                             |
| Xtraloveable                                                         | Prince                                                  | HITnRUN Phase Two                                   | 5:00  | 2015 | Single #83, Download-Single #2 (2011 veröffentlicht)                                                                    |
| Xylophone                                                            | Prince                                                  | non-Album-Track                                     | 0:26  | 2003 | Download von NPG-Music-Club.com, Instrumentalstück                                                                      |
| Y Should Eye Do That, When Eye Can Do This?                          | Prince                                                  | The Slaughterhouse                                  | 4:31  | 2004 | Ursprünglich für Rave Un2 the Joy Fantastic geplant Download von NPG-Music-Club.com im Jahr 2000                        |
| Yah, You Know                                                        | Prince                                                  | 1999 Super Deluxe                                   | 3:10  | 2019 | Prince schrieb den Song 1982                                                                                            |
| Yankee Doodle                                                        | Autor ist unbekannt                                     | Prince and the Revolution: Live                     | 6:46  | 1985 | Liveversion auch auf VHS und DVD Prince and the Revolution: Live                                                        |
| Yes                                                                  | Prince                                                  | Welcome 2 America                                   | 2:56  | 2021 | Prince schrieb den Song 2010                                                                                            |
| You’re All I Want                                                    | Prince                                                  | 1999 Super Deluxe                                   | 3:00  | 2019 | Prince schrieb den Song 1982                                                                                            |
| You’re My Love                                                       | Prince                                                  | Originals                                           | 4:23  | 2019 | Prince gab den Song 1986 an Kenny Rogers                                                                                |
| Young and Beautiful                                                  | Prince                                                  | One Nite Alone …                                    | 2:44  | 2002 | Prince spielte alle Instrumente selbst ein                                                                              |
| Zannalee                                                             | Prince                                                  | Chaos and Disorder                                  | 2:43  | 1996 | Song besitzt Elemente aus dem Genre Bluesrock                                                                           |
| Gesamt: 724                                                          |                                                         |                                                     |       |      | |

## Musiklabels
In der Tabelle sind die Musiklabels aller Musikalben aufgeführt, auf die sich die Liste der Lieder von Prince bezieht.
| Jahr | Album                                     | Musiklabel                                             | Anmerkungen                                    |
| ---- | ----------------------------------------- | ------------------------------------------------------ | ---------------------------------------------- |
| 1978 | For You                                   | Warner Bros. Records                                   | Debütalbum von Prince                          |
| 1979 | Prince                                    | Warner Bros. Records                                   | Inklusive I Feel for You                       |
| 1980 | Dirty Mind                                | Warner Bros. Records                                   | Platz 326 der 500 besten Alben aller Zeiten    |
| 1981 | Controversy                               | Warner Bros. Records                                   | Gastmusikerin: Lisa Coleman                    |
| 1982 | 1999                                      | Warner Bros. Records                                   | Erstes Doppelalbum von Prince                  |
| 1984 | Purple Rain                               | Warner Bros. Records                                   | Soundtrack zum Film Purple Rain                |
| 1985 | Around the World in a Day                 | Warner Bros. Records / Paisley Park Records            | Gastmusiker: Jonathan Melvoin                  |
| 1986 | Parade                                    | Warner Bros. Records / Paisley Park Records            | Soundtrack zum Film Under the Cherry Moon      |
| 1987 | Sign "☮" the Times                        | Warner Bros. Records / Paisley Park Records            | Gastsängerin: Susannah Melvoin                 |
| 1988 | Lovesexy                                  | Warner Bros. Records / Paisley Park Records            | Gastmusikerin: Sheila E.                       |
| 1989 | Batman                                    | Warner Bros. Records                                   | Soundtrack zum Film Batman                     |
| 1989 | The Scandalous Sex Suite                  | Warner Bros. Records                                   | Maxi-Single                                    |
| 1990 | Graffiti Bridge                           | Warner Bros. Records / Paisley Park Records            | Soundtrack zum Film Graffiti Bridge            |
| 1990 | New Power Generation                      | Warner Bros. Records / Paisley Park Records            | Maxi-Single                                    |
| 1991 | Gett Off                                  | Warner Bros. Records / Paisley Park Records            | Maxi-Single                                    |
| 1991 | Diamonds and Pearls                       | Warner Bros. Records / Paisley Park Records            | Erstes Album mit The New Power Generation      |
| 1991 | Cream                                     | Warner Bros. Records / Paisley Park Records            | Maxi-Single                                    |
| 1992 | Love Symbol                               | Warner Bros. Records / Paisley Park Records            | Gastsängerin: Carmen Electra                   |
| 1993 | The Hits/The B-Sides                      | Warner Bros. Records / Paisley Park Records            | Kompilation                                    |
| 1994 | 1-800-New-Funk                            | NPG Records                                            | Sampler                                        |
| 1994 | Come                                      | Warner Bros. Records                                   | Frontcover zeigt die Sagrada Família           |
| 1994 | Black Album                               | Warner Bros. Records                                   | Ursprünglich für 1987 geplant                  |
| 1995 | The Gold Experience                       | NPG Records / Warner Bros. Records                     | Inklusive The Most Beautiful Girl in the World |
| 1996 | Girl 6                                    | Warner Bros. Records                                   | Soundtrack zum Film Girl 6 von Spike Lee       |
| 1996 | Chaos and Disorder                        | Warner Bros. Records                                   | Gastsängerin: Rosie Gaines                     |
| 1996 | Emancipation                              | NPG Records / EMI                                      | Gastsängerin: Mayte Garcia                     |
| 1998 | Crystal Ball                              | NPG Records                                            | Gastsängerin: Nona Gaye                        |
| 1998 | The Truth                                 | NPG Records                                            | Akustikalbum                                   |
| 1999 | The Vault … Old Friends 4 Sale            | Warner Bros. Records                                   | Gastmusiker: Clare Fischer                     |
| 1999 | Rave Un2 the Joy Fantastic                | NPG Records / Arista Records                           | Gastsängerin: Gwen Stefani                     |
| 2001 | Rave In2 the Joy Fantastic                | NPG Records                                            | Remixalbum                                     |
| 2001 | The Rainbow Children                      | NPG Records / Redline Entertainment                    | Gastmusiker: Larry Graham                      |
| 2002 | One Nite Alone …                          | NPG Records                                            | Akustikalbum                                   |
| 2002 | One Nite Alone … Live!                    | NPG Records                                            | Livealbum                                      |
| 2003 | Xpectation                                | NPG Records                                            | Instrumental-Album                             |
| 2003 | C-Note                                    | NPG Records                                            | Livealbum                                      |
| 2003 | N.E.W.S                                   | NPG Records / MP Media                                 | Instrumental-Album                             |
| 2004 | The Chocolate Invasion                    | NPG Records                                            | Download-Album                                 |
| 2004 | The Slaughterhouse                        | NPG Records                                            | Download-Album                                 |
| 2004 | Musicology                                | NPG Records / Columbia Records                         | Gastmusikerin: Candy Dulfer                    |
| 2004 | Power of Soul – A Tribute to Jimi Hendrix | Inspire Music                                          | Sampler                                        |
| 2006 | 3121                                      | NPG Records / Universal Records                        | Gastsängerin: Támar Davis                      |
| 2006 | Ultimate                                  | Warner Bros. Records / Rhino Records                   | Kompilation                                    |
| 2006 | Happy Feet                                | Warner Sunset Records / Atlantic Records               | Soundtrack zum Film Happy Feet                 |
| 2007 | Planet Earth                              | NPG Records / Columbia Records                         | Gastmusiker: Christian Scott                   |
| 2008 | Indigo Nights                             | NPG Records                                            | Livealbum                                      |
| 2009 | Lotusflow3r / MPLSound                    | NPG Records                                            | Gastrapper: Q-Tip                              |
| 2010 | 20Ten                                     | NPG Records                                            | Gastmusiker: Maceo Parker                      |
| 2014 | Plectrumelectrum                          | Warner Bros. Records / NPG Records                     | Erstes Album mit 3rdEyeGirl                    |
| 2014 | Art Official Age                          | Warner Bros. Records / NPG Records                     | Gastsängerin: Andy Allo                        |
| 2015 | HITnRUN Phase One                         | NPG Records                                            | Gastsängerin: Rita Ora                         |
| 2015 | HITnRUN Phase Two                         | NPG Records                                            | Letztes zu Lebzeiten erschienenes Prince-Album |
| 2016 | 4Ever                                     | Warner Bros. Records / NPG Records                     | Erste postume Prince-Kompilation               |
| 2017 | Purple Rain Deluxe                        | Warner Bros. Records / NPG Records                     | Neuauflage vom Album Purple Rain               |
| 2018 | Piano & A Microphone 1983                 | NPG Records / Legacy Recordings                        | 1. postumes Prince-Studioalbum                 |
| 2019 | Originals                                 | Warner Bros. Records / NPG Records                     | 2. postumes Prince-Studioalbum                 |
| 2019 | 1999 Super Deluxe                         | Warner Bros. Records / NPG Records                     | Neuauflage vom Album 1999                      |
| 2020 | Sign o’ the Times Super Deluxe            | Warner Bros. Records / NPG Records                     | Neuauflage vom Album Sign "☮" the Times        |
| 2021 | Welcome 2 America                         | NPG Records / Legacy Recordings                        | 3. postumes Prince-Studioalbum                 |
| 2022 | Prince and the Revolution: Live           | NPG Records / Legacy Recordings                        | Livealbum                                      |
| 2023 | Diamonds and Pearls Deluxe                | NPG Records / Legacy Recordings / Warner Bros. Records | Neuauflage vom Album Diamonds and Pearls       |

Die Single U Make My Sun Shine (2001) mit der B-Seite When Will We B Paid? ist bei dem Musiklabel Wingspan Records / NPG Records erschienen und S.S.T. (Sade’s Sweetest Taboo) (2005) mit der B-Seite Brand New Orleans bei Sony Music Entertainment / NPG Records.
Die Musiklabels aller anderen B-Seiten sind die Labels, bei denen Prince im jeweiligen Veröffentlichungsjahr auch Musikalben herausbrachte. Die sieben non-Album-Tracks Blues in C (If I Had a Harem) (1989), The Call (1994), Honky Tonk Women (1995), Kirk J’s B Sides Remix (1995), Poorgoo (1995), Purple Medley (1995) und The Undertaker (1995) sind bei Warner Bros. Records erschienen, alle anderen non-Album-Tracks bei NPG Records.